# Vida Dutton Scudder
Vida Dutton Scudder, née le 15 décembre 1861 à Madurai dans l'État du Tamil Nadu de l'actuelle République de l'Inde  et morte le 9 octobre 1954 à Wellesley dans l'État du Massachusetts, est une critique littéraire, essayiste, universitaire, directrice de publication et une réformatrice sociale américaine. 
C'est une des figures majeures du christianisme social et de l'Évangile social américain dominé par les hommes. Par ailleurs, elle est une des membres actives de la Society of Christian Socialists (en), de la Women's Trade Union League, du Parti socialiste d'Amérique, une des fondatrices de l'Episcopal Church Socialist League et de la Church League for Industrial Democracy.
Après avoir traduit les lettres de la dominicaine Catherine de Sienne, elle s'est intéressée à François d'Assise et au mouvement franciscain, ce qui fait d'elle une spécialiste de l’historiographie franciscaine aux États-Unis.

## Biographie

### Jeunesse et formation
Vida Dutton Scudder, née Julia Davida Scudder est l'enfant unique de David Coit Scudder, un missionnaire congrégationaliste, et de Harriet Louisa, Dutton, Scudder. La Scudder family of missionaries in India (en) a une longue histoire de missionnaires en Inde britannique, qui s'étale sur cinq générations. Un an après sa naissance, son père décède des suites d'une noyade, sa mère emmène sa fille aux États-Unis pour s'installer dans la résidence de ses grands parents à Auburndale, Massachusetts (en), un hameau rattaché à la ville de Newton (Massachusetts). Ses parents sont les descendants de familles établies depuis longtemps dans la Nouvelle Angleterre. Elle est la nièce de Horace Scudder (en) connu pour être l'éditeur du magazine Atlantic Monthly et de E. P. Dutton fondateur de la maison d'édition qui porte son nom. Elle a pour cousin l’entomologiste Samuel Hubbard Scudder. Pendant son enfance, peu de temps après la mort de ses grands-parents, elle voyage avec sa mère et sa tante Julia Dutton en Europe ; elle est fortement impressionnée par les ruines, les cathédrales du Moyen Âge, et les musées, posant ainsi les bases de son amour de la beauté et de la tradition,,,,,.

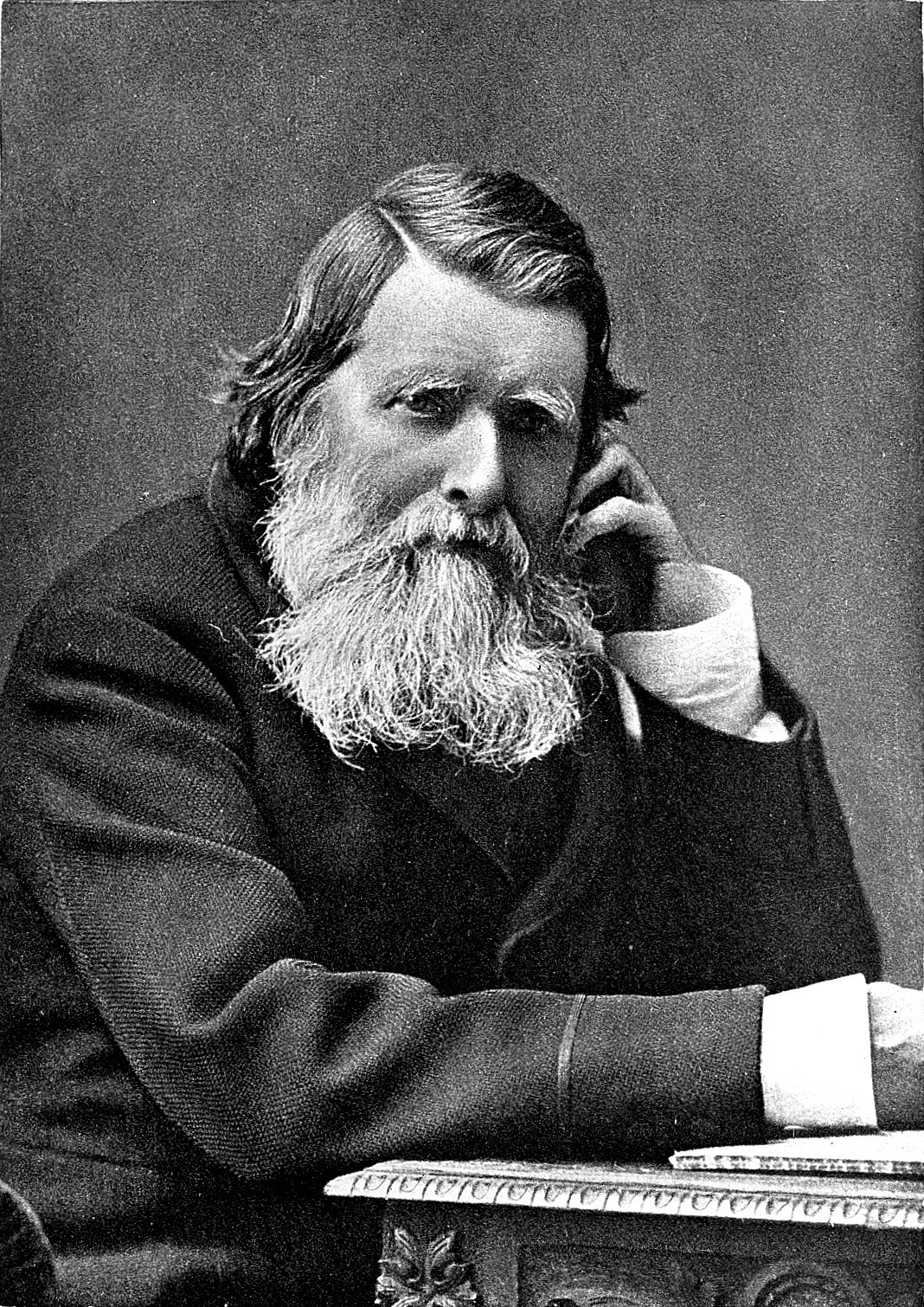
John Ruskin en 1882

De retour aux États-Unis, elle suit ses études primaires à la Miss Sanger's School. En 1875, après avoir achevé sa scolarité primaire, elle rejoint avec sa mère l'Église épiscopalienne des États-Unis, la cérémonie de leur conversion est célébrée par Phillips Brooks,. Puis en 1878, elle suit des études secondaires à la Girls' Latin School, connue depuis 1977 sous le nom de la Boston Latin Academy (en). Une fois diplômée, elle est acceptée au Smith College où elle obtient le baccalauréat universitaire (licence) en 1884.
Après cela, elle se rend en Grande-Bretagne où elle fait partie des premières femmes à être acceptée à l'université d'Oxford, où elle suit les conférences du critique d'art John Ruskin sur la littérature élisabéthaine. Celles-ci orientent ses intérêts vers l'influence des conditions sociales sur la création artistique et l'amènent à jeter un regard critique sur l'organisation sociale liée à la société industrielle et à réfléchir sur le type d'engagement à adopter pour entreprendre des actions permettant une amélioration des cadres de vie du prolétariat,,.

### Carrière

#### Premier pas
Vida Dutton Scudder fait ses premiers pas dans l'écriture pendant sa vie d'étudiante où elle publie des nouvelles sous le pseudonyme de Davida Coit. Avec sa condisciple Frona Brooks, elle rédige une pièce de théâtre Mitsu-Yu-Nissi, or, The Japanese Wedding, qui sera publiée quelques années plus tard en 1887. Pendant sa dernière année universitaire, elle écrit également deux essais Immortality and Evolution publié par la revue The New Englander en 1884, et The Moral Dangers of Musical Devotees publié par la revue Andover Review (en) en 1887.
De retour à Boston, en 1885, Vida Dutton Scudder, ne se résout pas à n'être qu'une simple spectatrice des enjeux sociaux, aussi commence-t-elle par s'engager dans divers mouvements féminins l'Association of Collegiate Alumnae connue depuis 1921 sous le nom de l'American Association of University Women, et le Saturday Morning Club (en). Grâce à ces organisations, elle va pouvoir constituer un réseau qui lui permettront de faire entendre sa voix,.
Elle reprend ses études au Smith College où elle obtient son Master of Arts (mastère 2) en 1887, ce qui lui permet d'être embauchée comme professeure de littérature anglaise au Wellesley College.

#### La professeure de littérature et la critique littéraire

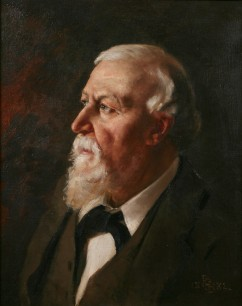
Robert Browning en 1882

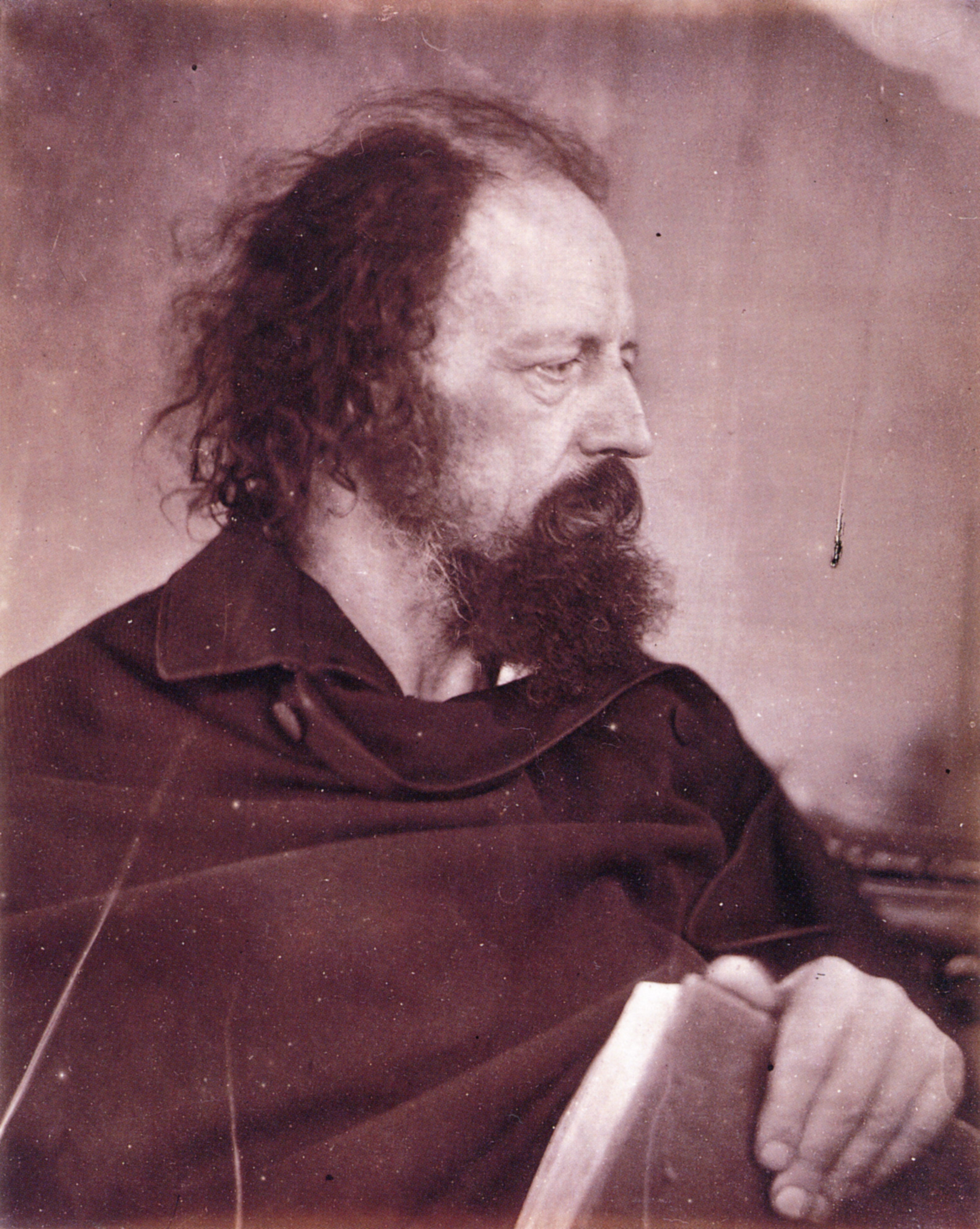
Alfred Tennyson

Dès qu'elle commence à enseigner, Vida Dutton Scudder publie à l'adresse de ses étudiants des guides de lecture : Macaulay's Essay on Lord Clive en 1889 suivi de An Introduction to the Writings of John Ruskin en 1890, dans lesquels elle expose sa référence à l'analyse critique de John Ruskin et son application. En même temps elle devient la porte-parole littéraire pour les socialistes chrétiens de Boston en adhérant à des clubs tels que le Boston Authors Club, la Browning Society (en) de Boston, le Twentieth Century Club de Boston. En quelques années, elle est devenue une conférencière et une enseignante populaire de Boston et les environs. En 1895, elle publie un recueil de ses conférences The Witness of Denial, dans lequel elle fait une recension de toutes les critiques agnostiques et athées de la religion, comme moteurs d'émergence d'une nouvelle foi.
Toujours en 1895, elle publie une œuvre majeure illustrant sa méthode de critique littéraire The Life of the Spirit in the Modern English Poets, livre dans lequel elle démontre que la science, la démocratie, la fidélité au passé sont les grandes forces explicatives qui ont influencé la poésie du XIXe siècle, elle parcourt la poésie en commençant par William Wordsworth et finit son étude par Alfred Tennyson et Robert Browning en passant par Percy Bysshe Shelley ; pour elle la science comme la théorie de l'évolution enrichissent l’expérience poétique en ouvrant de nouveaux espaces, jusque là inconnus.
Vida Dutton Scudder se démarque du darwinisme social ambiant basé sur la sélection des plus forts pour lui préférer le fabianisme qui prône une évolution progressive de la société vers le socialisme, une société garantissant le bien-être de chacun. Dans cette optique, selon elle, les avancées de la démocratie sont corrélées aux avancées de la science.
En 1898, elle publie la progression de ses cours donnés au Wellesley College, cours qui l'ont rendue célèbre, sous le titre de Social Ideals in English Letters (« Les idéaux sociaux dans la littérature anglaise »). Ce cycle est, pour elle, sa contribution à la critique littéraire en créant notamment un lien entre la littérature amoureuse et les questions sociales. Ce livre est une traversée de la littérature anglaise depuis le poète du XIVe siècle William Langland jusqu'aux auteurs du  XIXe siècle comme Charles Dickens, William Makepeace Thackeray, George Eliot, Thomas Carlyle, en passant par des auteurs intermédiaires tels que Thomas More et Jonathan Swift. Selon elle, les œuvres de ces auteurs sont aussi des documents sociaux, qui font découvrir l'environnement social de leurs temps et l'éveil progressif de la conscience sociale qui passe des aspirations personnelles aux aspirations collectives.

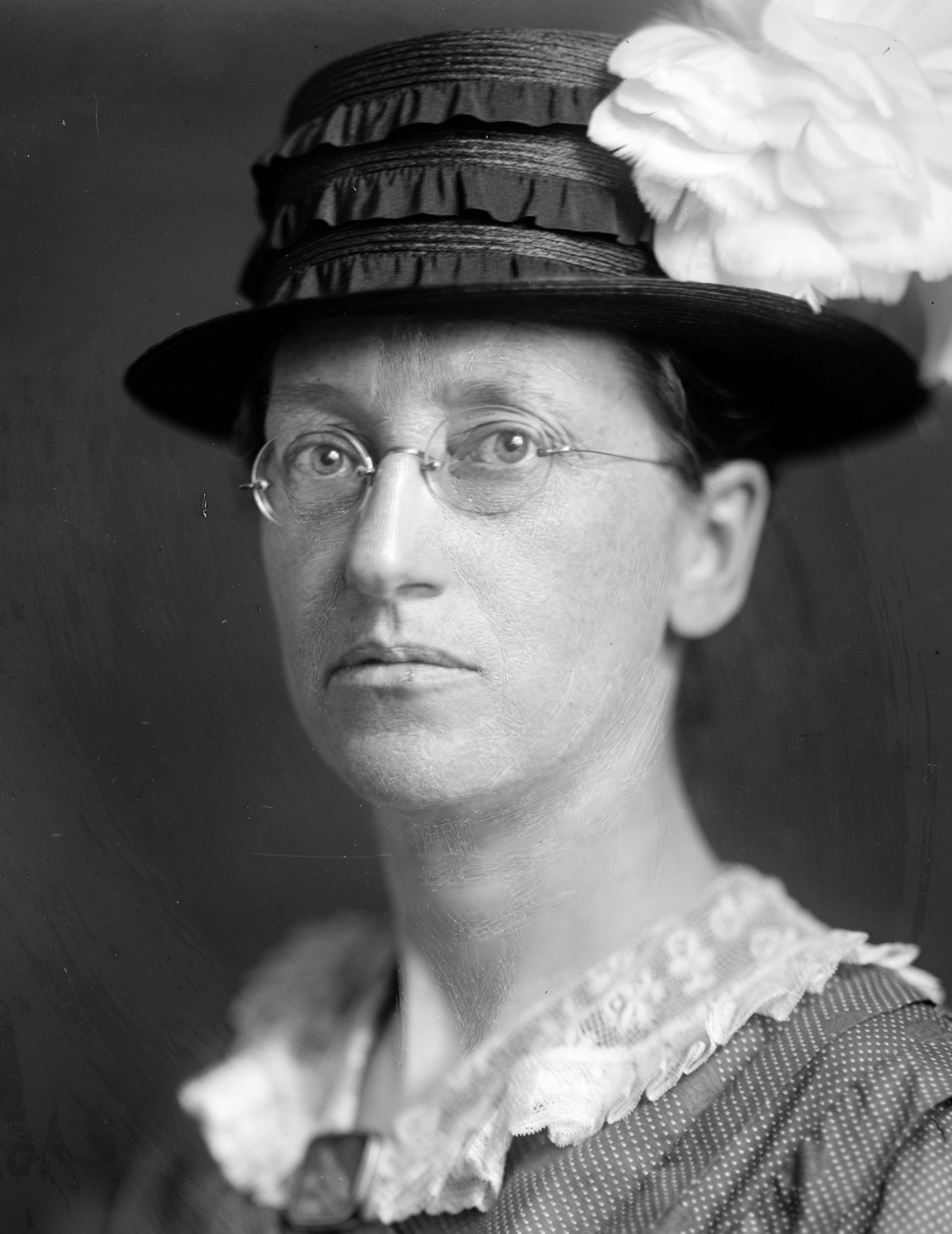
Emily Greene Balch

#### Le socialisme chrétien et le Settlement movement

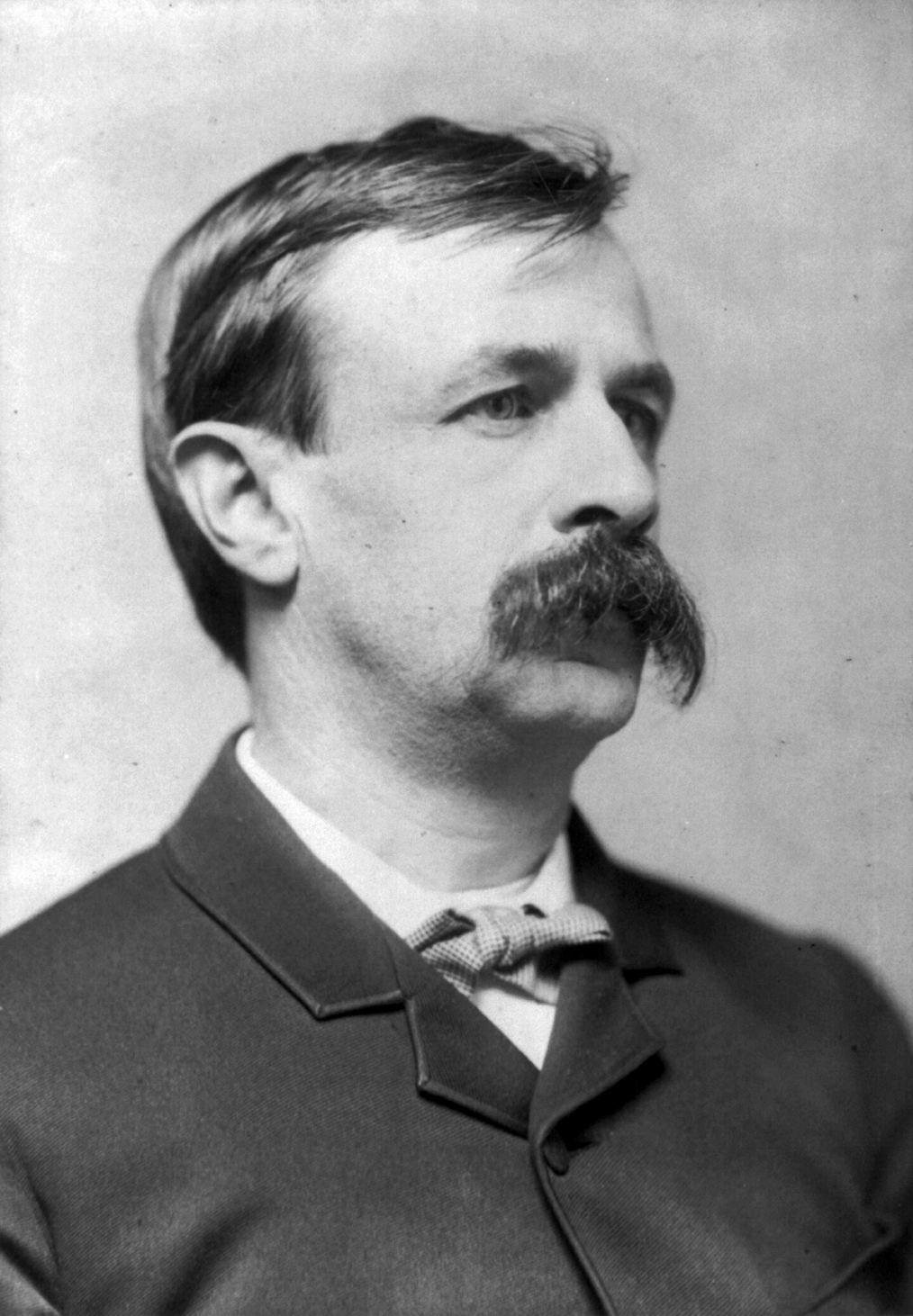
Edward Bellamy

L'année 1887, marque un tournant dans la vie de Vida Dutton Scudder : en se rendant à un meeting de l'organisation socialiste des Clubs nationalistes, inspirée par l'œuvre du socialiste utopique Edward Bellamy, elle y fait la connaissance d'un socialiste chrétien, le prêtre épiscopalien William Dwight Porter Bliss (en),,, qui lui montre la nécessité de ne pas s'en tenir à des discours, mais de s'engager dans l'action. Convaincue par les thèses de William Dwight Porter Bliss elle devient l'une des membres du conseil d'administration de la Christian Socialist Fellowship (« Association des socialistes chrétiens ») fondée par le révérend W.D.P. Bliss, association où l'on échange sur la manière de mettre en œuvre les valeurs du christianisme pour résoudre les problèmes sociaux. Elle y fait, notamment, la connaissance du leader syndical George E. McNeill (en),,.
En 1889, elle rejoint le Settlement movement qui vient d'ouvrir ses deux premiers établissement, la Hull House de Chicago fondée et animée par Jane Addams et Ellen Gates Starr et celui de la Riverside Street de New York. La College Settlement Association (« Association universitaire des foyers sociaux ») fédère l'ensemble des Settlement Houses (« Foyers sociaux ») implantés aux États-Unis,.
En 1892, elle participe à la création d'une nouvelle Settlement House à Philadelphie, puis avec ses amies Helena Dudley (en), Emily Greene Balch et Florence Converse (en), elle est une des cofondatrices d'une Settlement House à Boston, la Denison House (en) située sur la Tyler Street dans le quartier du South End (Boston) qui ouvre ses portes en 1893,,.

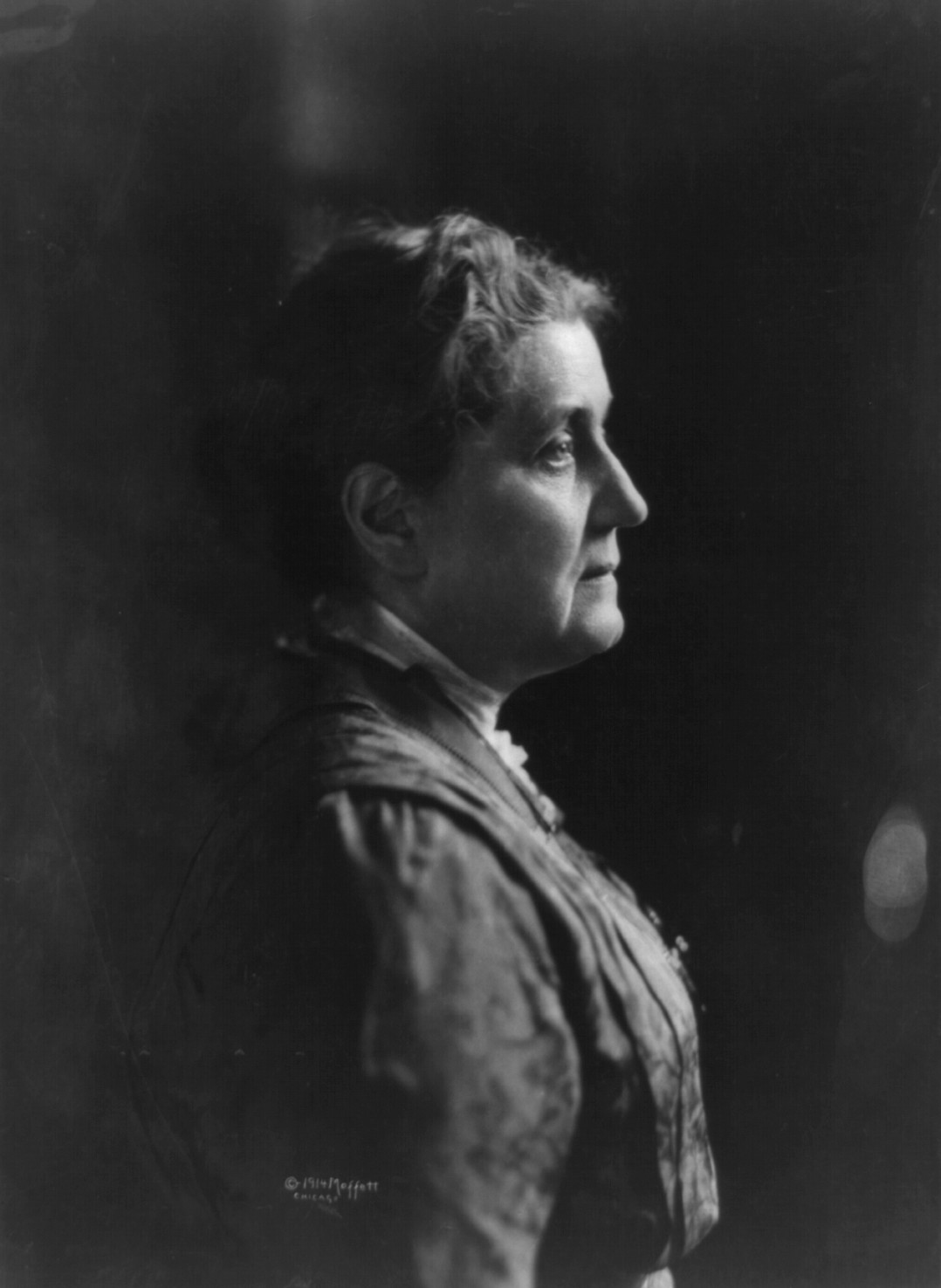
Jane Addams

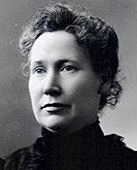
Mary Kenney O'Sullivan

La Denison House devient un centre du mouvement ouvrier de Boston avec les venues régulières de la syndicaliste Mary Kenney O'Sullivan,.
Vida Dutton Scudder s'implique dans le mouvement ouvrier et les luttes ouvrières et devient même déléguée auprès de la Central Labor Union de Boston avec son amie Helena Dudley, ce qui lui permet d'avoir une connaissance de première main des luttes ouvrières.
Toujours en 1889, Vida Dutton Scudder maintient sa fidélité à l'épiscopalisme tout en étant une militante du christianisme social et membre de la Church of the Carpenter (en)  de Boston,.

#### Un tournant
Surmenée par ses divers engagements et travaux d'écriture, Vida Dutton Scudder est frappée en 1901 par une dépression nerveuse. Elle part se reposer en Europe en compagnie de sa mère et de Florence Converse. Elle en profite pour rédiger A Listener in Babel, où elle narre son expérience du Settlement movement et sa conversion au socialisme par une série de récits fictionnels. Par ce livre Vida Dutton Scudder s'affirme en tant que critique sociale où elle développe les interactions entre la vie sociale, culturelle et les réalités économiques, radicalisant ses positions exposées dans ses critiques littéraires précédentes. Elle fait dénoncer par l'une de ses protagonistes fictionnelles, Hilda, « la futilité des efforts philanthropiques dans une société basée sur la compétition », le fait qu'il ne suffit plus d'aider les pauvres à pallier leur situation sociale mais qu'il faut les aider à se révolter. Cette même Hilda caresse l'espoir d'une Amérique capable de transcender les barrières liées aux origines et aux croyances. Le souci d'harmonie sociale y apparaît comme une notion centrale de la pensée socialiste de Vida Dutton Scudder. Position qui l'amène à penser une harmonisation entre sa foi chrétienne et les principes du socialisme. Elle constate l'échec du protestantisme envers l'accueil des migrants et entreprend une critique des institutions ecclésiales tout en sauvant la foi ; c'est pour cela qu'elle se tourne vers une femme qui en son temps a critiqué l'Église tout en renouvelant l'idéal évangélique :  Catherine de Sienne. Lorsque le livre est publié lors de son retour aux États-Unis en 1903, il est considéré comme un roman majeur de la littérature sociale,.

##### Catherine de Sienne

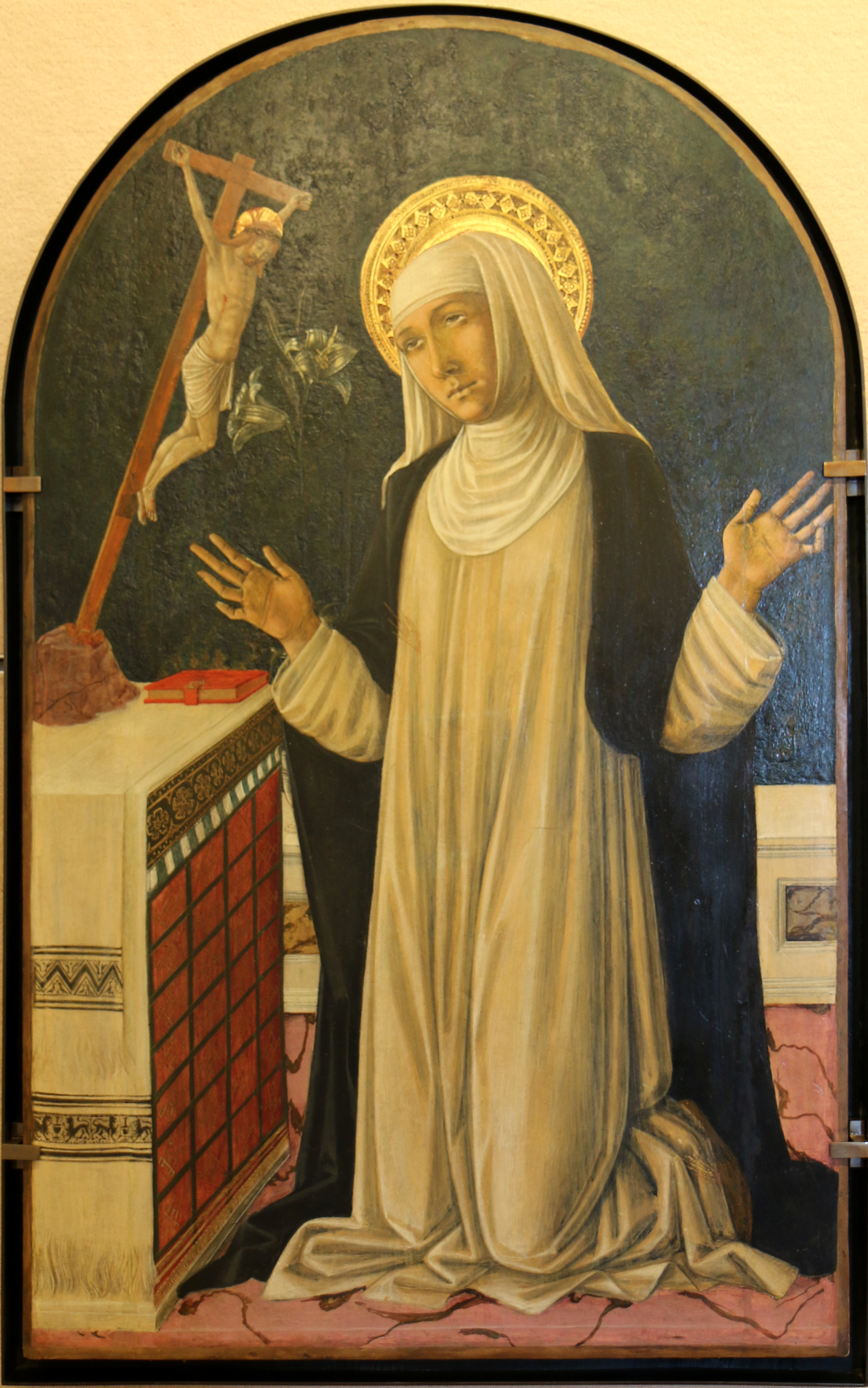
Catherine de Sienne, par le peintre Francesco di Giorgio Martini

C'est pendant son séjour en Europe, lors d'une halte en Italie que Vida Dutton Scudder découvre les lettres de Catherine de Sienne ainsi qu'une biographie. Pendant plusieurs mois suivant cette découverte, elle va engager un dialogue intérieur entre Catherine de Sienne et elle-même, et vivre ses combats intérieurs. De sorte qu'elle décide d'établir une traduction de sa correspondance. Lorsqu'elle fait part de son projet à J. M. Dent, celui-ci l'encourage et s'engage à ce que son travail soit publié par les éditions E. P. Dutton de Boston.
Dès son retour à Boston, Vida Dutton Scudder approfondit sa maîtrise de la langue italienne. Elle découvre que la lecture d'auteurs contemporains de Catherine de Sienne comme  Dante, ou celle de Pétrarque, ne l'aide nullement, car son style est unique, variant selon la diversité des destinataires qui vont des papes Grégoire XI et Urbain VI à un ermite, une nonne dominicaine, l'épouse d'un tailleur, etc. Le rôle de Catherine de Sienne dans les déchirures de son temps, sa vision d'une Église comme communauté fraternelle universelle, sa fidélité à ses convictions, sa perception d'une Église en tant que corps vivant par-delà ses institutions, ont vivement inspiré Vida Dutton Scudder. Ainsi elle va interpeller les Églises américaines pour qu'elles prennent conscience des problèmes liés à l'industrialisation, et va proposer des solutions. C'est pourquoi elle radicalise ses convictions pour bâtir un socialisme chrétien qui soit à la fois au cœur et en marge de l'Église, et plus particulièrement de l'Église épiscopalienne.
En 1906, Vida Dutton Scudder publie sa traduction des lettres de Catherine de Sienne sous le titre de Saint Catherine Of Siena As Seen In Her Letters aux éditions E.P. Dutton avec une préface où elle explique le contexte historique et social des différentes lettres et l'originalité de son style.

##### The Disciple of a Saint
Pour Vida Dutton Scudder, Catherine de Sienne devient la figure des femmes modernes engagées. Celle-ci, avant de devenir un personnage public, a consacré sa vie au service des pauvres, puis elle s'est impliquée dans les luttes politiques de sa ville, puis de l'Italie et enfin de la chrétienté, et cela malgré les différents obstacles qu'elle a su déjouer. C'est pourquoi, Vida Dutton Scudder juge utile de faire suivre son édition des lettres de Catherine de Sienne par un roman The Disciple of a Saint.
Ce roman historique a pour personnages centraux Catherine de Sienne et Raniero di Landoccio dei Pagliaresi, dit Neri,, un noble du Terzo di San Martino, de Sienne, devenu dominicain qui fut l’un des plus proches disciples de Catherine de Sienne, son secrétaire, scribe et collaborateur. Les différents chapitres sont des dialogues entre les deux protagonistes ou avec des personnages historiques de l'époque, dignitaires ecclésiastiques, marchands, moines, etc. Si les dialogues sont des fictions, en revanche le cadre historique est conforme à ce qu'il était possible de connaître sur l'époque du Moyen Âge par Vida Dutton Scudder. Par ce roman, elle fait découvrir aux lecteurs que comme au XXe siècle, l'Église du XIVe siècle était un lieu de conflits entre la hiérarchie, les réformateurs et les personnes en quête de spiritualité. Catherine de Sienne devient la figure même de la déchirure entre la loyauté envers la foi dans le Christ et celle envers l'institution ecclésiale. Par ce message, Vida Dutton Scudder rappelle la responsabilité des Églises pour traiter les problèmes sociaux dans un processus de rédemption générale.

##### La démocratie américaine
À la suite de la publication de The Disciple of a Saint, Vida Dutton Scudder interroge la démocratie américaine et ses carences dans une série d'articles au titre de A hidden weakness in our democracy (« Une faiblesse cachée dans notre démocratie »). Elle y souligne les facteurs de désintégration comme les discriminations raciales, les oppositions religieuses, les conflits entre classes sociales, qui sont contraires aux principes fondateurs de la création des États-Unis. Pour elle, les inégalités sont contraires à ce que doit être une démocratie. Elle pointe également l'échec de la scolarité à former des citoyens démocrates. Pour elle, le moteur de la démocratie est la classe des personnes qui exercent un métier, car c'est par la démocratisation des rapports sociaux de production que les travailleurs peuvent pleinement accomplir leur métier, et s'accomplir ; mais pour cela, il faut des valeurs mobilisatrices. Sans spiritualité mobilisatrice, la démocratie ne sera qu'une utopie. C'est pourquoi, dans l'article Democracy and the Church (« La démocratie et l’Église »), Vida Dutton Scudder fustige les Églises qui aliènent les travailleurs par leurs dogmes : ne faut-il pas alors s'étonner de la défection des travailleurs ? Elle leur rappelle ainsi que les Églises ont une mission de fraternité sociale, qu'elles se doivent de faire de la classe ouvrière le moteur de l'unité de la société démocratique.

##### Nouvelles directions pour l'action sociale

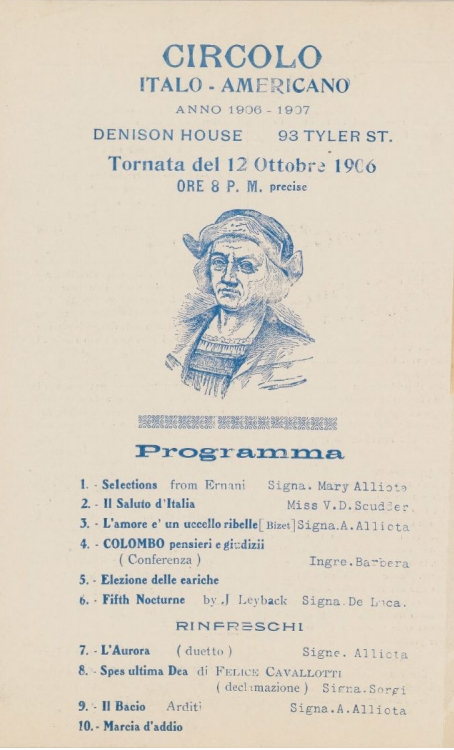
Programme du Circolo Italo-Americano du 12 octobre 1906, donné à la Denison House

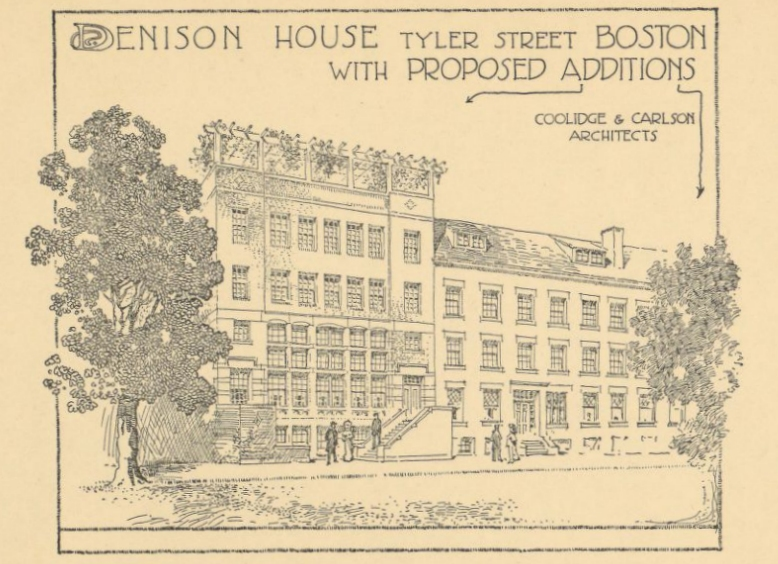
La Denison House de Boston

Dès son retour à Boston en 1903, Vida Dutton Scudder se tourne résolument vers l'action sociale. En quelques mois, elle fonde le Circolo Italo-Americano, club dont les membres sont des Italo-Américains lettrés et bien établis dans la société américaine. La mission de ce club est de venir en aide, d'accompagner, de conseiller leurs compatriotes illettrés fraîchement arrivés aux États-Unis. Plus spécifiquement, ce club intervient auprès des résidents d'origine italienne de la Denison House afin de les aider à trouver du travail et des logements grâce à leur réseau relationnel. Pendant dix années successives, Vida Dutton Scudder anime les relations entre le Circolo Italo-Americano et la Denison House. Certains historiens ont reproché à Vida Dutton Scudder de s'intéresser davantage aux intellectuels italiens qu'aux paysans italiens, ce à quoi elle et son amie Helena Dudley répliquent que l'intervention auprès des migrants italiens démunis nécessite le soutien de leurs compatriotes qui ont réussi leur inclusion dans la société américaine. Que ce besoin vient d'un souhait exprimé par les résidents de la Denison House, que les conseils de compatriotes ont plus de légitimité que ceux venant de citoyens américains de souche anglo-saxonne, qu'ils se sont confrontés à des obstacles d'exclusion, de discriminations spécifiques. Le soutien de la bourgeoisie italo-américaine est d'autant plus important que la Denison House doit faire face aux attaques de l'Immigration Restriction League (en), organisation nativiste pratiquant le lobbying pour réduire le plus possible le nombre de migrants originaires de l'Europe orientale et de l’Europe méridionale, organisation qui s'est fondée à Boston en 1894, peu de temps après l'ouverture de la Denison House. Vida Dutton Scudder sera une adversaire de l' Immigration Restriction League au nom de son idéal d'une société inclusive et fraternelle.
Vida Dutton Scudder expose son idéal de la société américaine dans son livre A Listener in Babel publié en 1903. Elle y affirme que les White Anglo-Saxon Protestant (« Protestants Blancs d'origine anglo-saxonne ») ne sont pas les Américains, comme modèle s'imposant aux autres, que l'Amérique est une succession de migrations venant de pays divers, que c'est par le dialogue entre les compétences, les talents de ces divers peuples que la future Amérique va se construire. Elle prend pour exemples les apports de la littérature irlandaise, puis de la culture italienne. C'est par une assimilation interculturelle qu'un nouveau patriotisme américain, une nouvelle citoyenneté américaine vont se construire, constructions rendues possibles par la démocratie.

#### L'ancrage à gauche, la militante politique et syndicale
En 1903, Vida Dutton Scudder participe à la création de la section bostonienne de la Women's Trade Union League (WTUL),.
Les options politiques de Vida Dutton Scudder s'orientent résolument vers la gauche. Après avoir participé à l'organisation de la Society of Christian Socialists (en), après mûres réflexions elle adhère au Parti socialiste d'Amérique en 1911. Tenant à faire entendre sa voix de socialiste au sein de l'Église épiscopale, elle rejoint l'Episcopal Church Socialist League, (« Ligue socialiste de l’Église épiscopale »), fondée par l'évêque Bernard Iddings Bell (en) de la Grace Episcopal Church (en) dont tous les fondateurs sont des personnes d'église ayant leur carte du parti socialiste, qui se démarquent d'une Église qui a tourné le dos aux réalités économiques et qui est devenue la maison spirituelle des privilégiés et des réactionnaires. Les positions de la Ligue s'expriment par leur organe The Social Preparation for the Kingdom of God. Malgré sa sympathie pour la Ligue, Vida Dutton Scudder ne pense pas que l'Église puisse être liée à une quelconque doctrine politique ou sociale ; pour elle, la foi est un moteur intime qui éveille les personnes en tant qu'individu vers les réalités sociales du monde qui les entoure. On ne peut séparer les convictions socialistes de Vida Dutton Scudder de ces racines chrétiennes et plus particulièrement de la théologie de l'Église épiscopalienne des États-Unis, comme le montre son adhésion à la Society of the Companions of the Holy Cross (en) (SCHC), une organisation féminine de l'Église épiscopalienne, dont elle sera une membre active jusqu'à sa mort,,.

##### Socialism and Characters

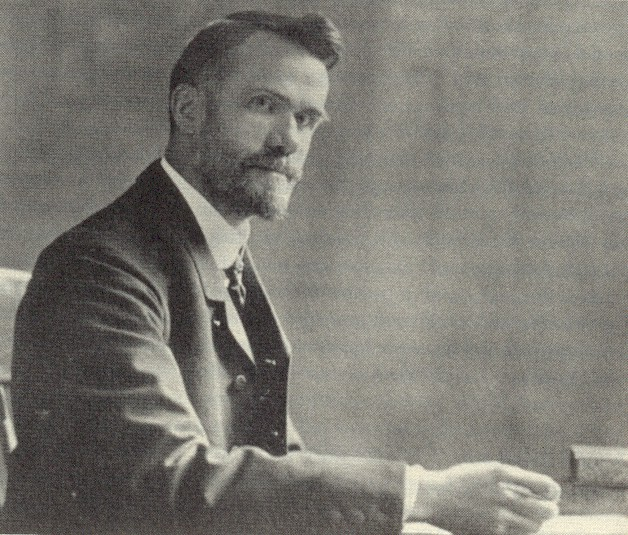
Walter Rauschenbusch

En 1912, elle publie Socialism and Characters, ouvrage dans lequel elle précise sa pensée qui plaide pour un rapprochement entre le marxisme et le christianisme,. Ce livre est le prolongement de plusieurs articles précédents The Social Conscience of the Future suivi de Christianity in the Socialist State publiés par le magazine The Hibbert Journal (en) en 1909 et 1910 puis de Religion and Socialism publié en avril 1910 par la Harvard Theological Review (en), enfin de Socialism and Sacrifice et Class Consciousness publiés par la revue The Atlantic entre 1910 et 1912. Articles qui exposent son cheminement avec tous ses questionnements comme elle l'écrira plus tard au théologien Walter Rauschenbusch « Je me suis battue jusqu’à ma petite carte d'adhésion rouge à travers toutes ces difficultés. ».

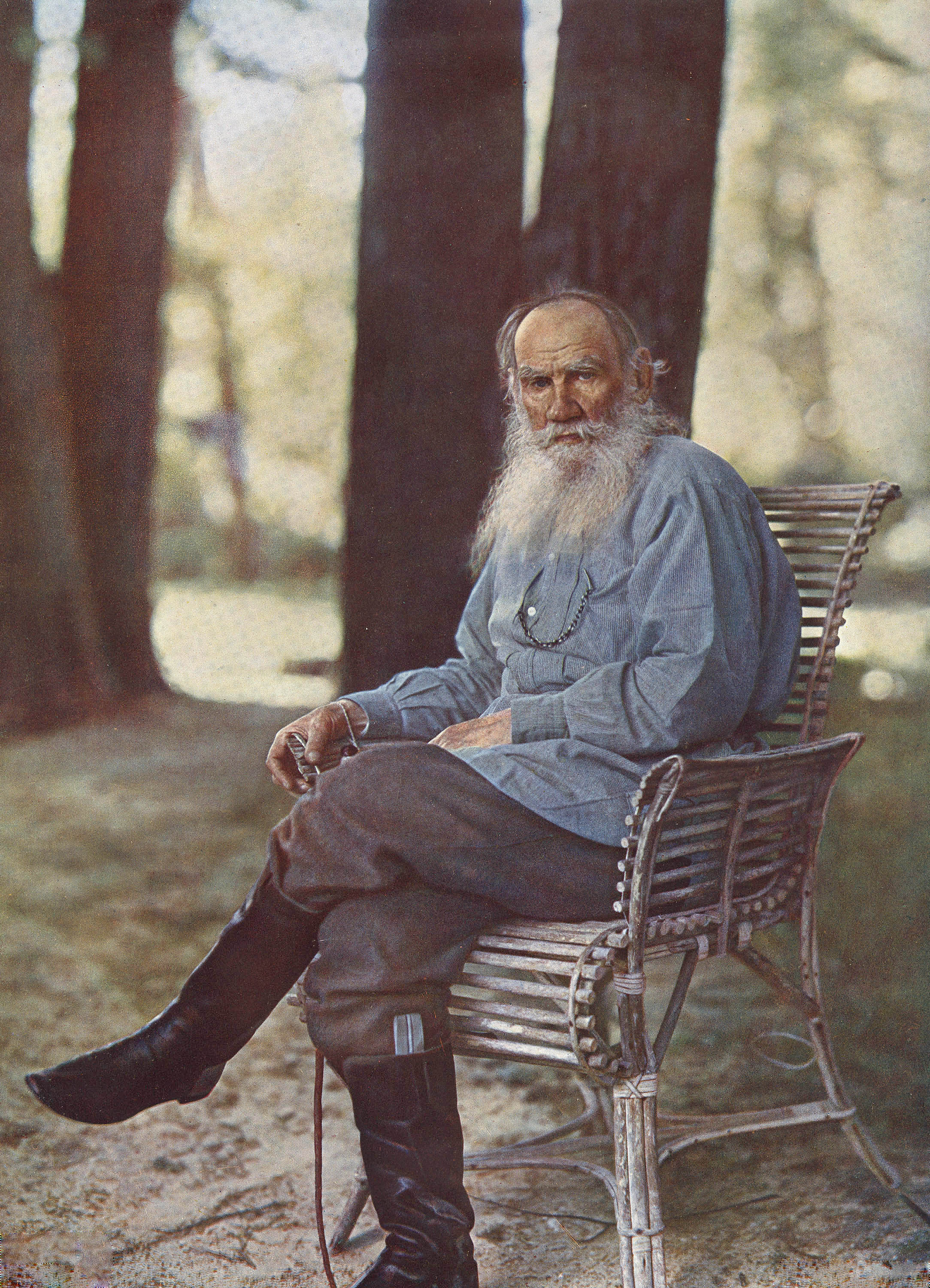
Léon Tolstoï

Dans Socialism and Characters, Vida Dutton Scudder expose son cheminement. Le départ est un face-à-face avec soi-même, un combat intérieur qui a précédé son engagement au socialisme. Dans la première partie du livre elle décrit les circonstances qui l'ont amenée vers une conscience révolutionnaire, socialiste à partir de ses analyses de critique littéraire, puis des dilemmes auxquels elle a dû faire face : comment choisir entre l'intériorité spirituelle et le déterminisme économique de la lutte des classes ? Dans la seconde partie, elle voit un moyen de surmonter le dilemme en considérant les déterminismes économiques comme un guide de l'incarnation des idéaux spirituels. Elle prend ses distances vis-à-vis de l'idéalisme de Léon Tolstoï ou de John Ruskin qui ne prennent pas suffisamment en compte les conditions économiques que supportent les opprimés, comme elle prend ses distances vis-à-vis de Mikhaïl Bakounine qui met les conditions socio-économiques au-dessus de tout. Pour elle, la conscience de classe est une rencontre entre une conscience individuelle et les réalités socio-économiques. La conscience de classe socialiste s'incarne selon elle par le syndicalisme unifiant la classe ouvrière et le socialisme qui donne sens aux revendication de la classe ouvrière. En réponse à Herbert Croly, qui voyait dans le socialisme un « danger menaçant le principe de nation », elle rétorque que le patriotisme a des racines profondes, qu'il est magnifié par le socialisme, s'opposant ainsi à l'internationalisme de Marx ou de Bakounine. Dans la troisième partie elle rappelle que le socialisme est un aboutissement de la démocratie. Elle y souligne que pour les démunis vivant dans un « appartement insalubre avec un salaire de famine », il est difficile de développer des vertus morales et des aspirations à la justice ; en revanche c'est à l’élite spirituelle de rejoindre l'idéal du Christ et de se perfectionner dans cet idéal. C'est pourquoi elle prend Tostoï et les franciscains comme des figures de perfection intérieure qui ont régénéré la vie sociale. Pour elle, seule une position éthique peut soutenir un état favorisant l'égalité des chances. Le socialisme ne peut à lui seul abolir les souffrances s'il n'est pas accompagné par un nouveau style de vie ouvert à la tolérance, à la compassion, à la fraternité, style de vie qui ne peut se réaliser que par un travail sur soi-même. Sans cette éthique, les maux de l'humanité reprendront le dessus. Par ailleurs, elle se distancie de bien des socialistes en adhérant aux thèses de Léon XIII  disant que la propriété est « un indicateur et un témoignage de notre communion avec le Créateur » ; ce qu'elle dénonce, c'est la perversion qu'est l'abus du droit à la propriété, son développement conduisant à une accumulation des biens. Selon elle le droit à la propriété pour tous rend chacun responsable envers le devenir de la Terre. Dans la quatrième partie, Vida Dutton Scudder réaffirme que le christianisme, qu'elle distingue de la chrétienté, fut, est et sera un guide du progrès social. Si pour elle, Jésus n'est pas un socialiste, en revanche son esprit conduit au socialisme, tout comme elle ne croit pas que le socialisme soit la venue du règne de Dieu sur Terre, mais que Jésus et le christianisme ont instauré l'idée de progrès social.

##### Grève du textile à Lawrence

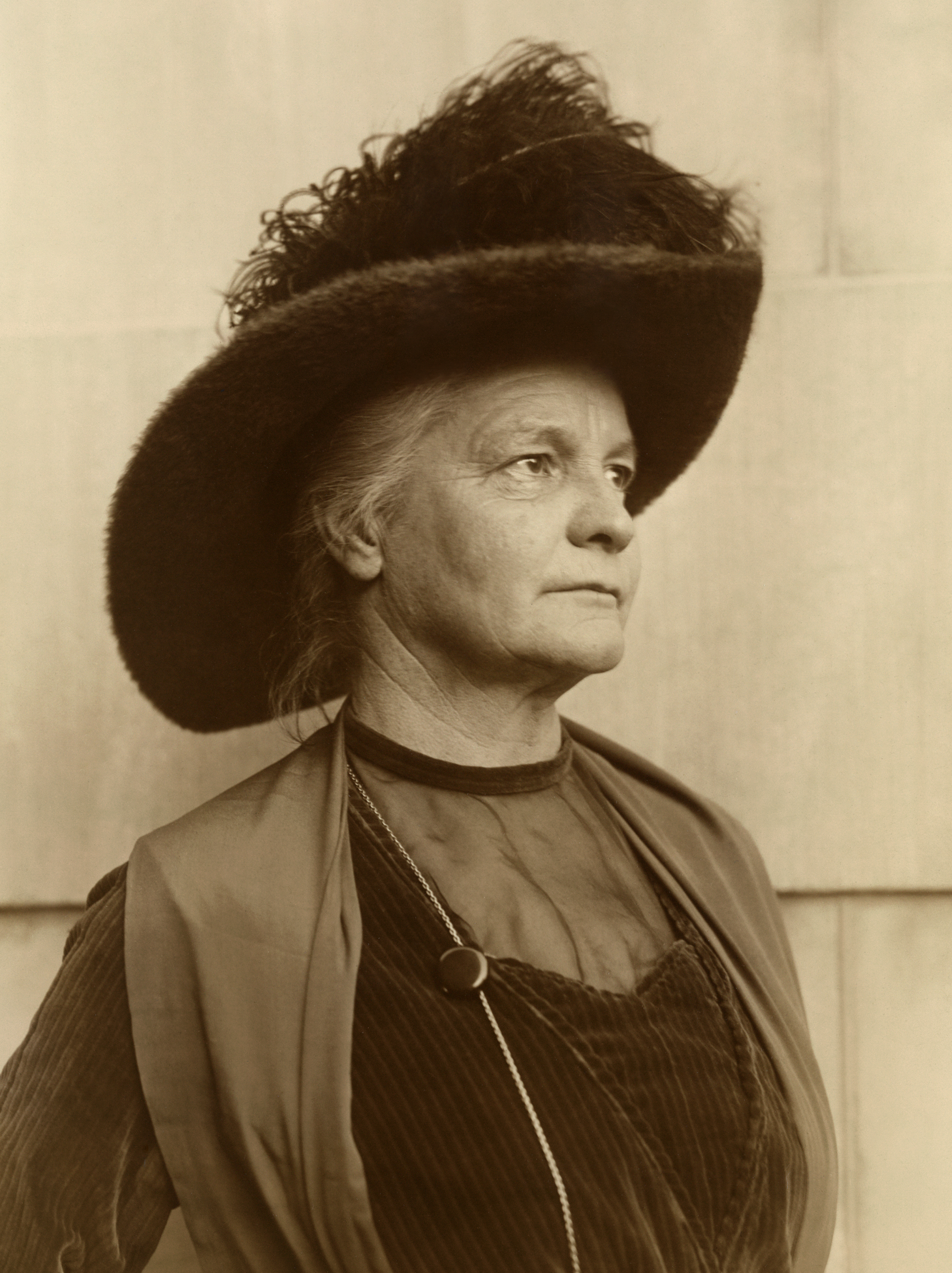
Elizabeth Glendower Evans

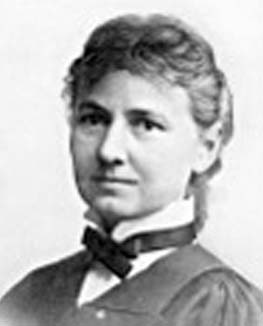
Ellen Hayes

Peu après la publication de Socialism and Characters, le Progressive Women's Club de Lawrence, dans le Massachusetts, demande à Vida Dutton Scudder de tenir une conférence pour dénoncer les violences policières exercées contre les grévistes du textile de leur ville. Le 3 mars 1912, Vida Dutton Scudder et  Ellen Hayes, sa consœur du Wellesley College se rendent à Lawrence ; dans la matinée, elles écoutent les témoignages des grévistes, puis dans l’après-midi, aux côtés de Mary Kenney O'sullivan et de la syndicaliste Elizabeth Glendower Evans (en), elles prennent la parole pour soutenir les grévistes et plus particulièrement les femmes. Le lendemain, le Boston Evening Transcript (en) fustige les deux professeures et plus particulièrement Vida Dutton Scudder, et réclame qu'elles soient démises de leur fonction par les instances du Wellesley College. Vida Dutton Scudder doit se justifier devant les membres du conseil d'administration du Wellesley College et de sa présidente en exercice, Ellen Fitz Pendleton, qui la menacent d'un renvoi. Pour sa défense, elle explique qu'elle est membre du parti socialiste, de son aile modérée qui refuse la violence, et par conséquent elle n'a aucun lien avec l'Industrial Workers of the World. Si elle sauve son poste, en revanche, elle doit supprimer de ses cours les passages qui reprennent des positions exposées dans son livre de 1898 Social Ideals in English Letters,,,,<.
Après cet épisode, Vida Dutton Scudder déplore le peu de personnes engagées dans le Settlement movement qui ont soutenu les grévistes de Lawrence. Aussi pour ne pas créer de tensions inutiles, elle se retire de la Denison House, mais continue son engagement au sein de la commission des opérations de la College Settlements Association qui assure la promotion du Settlement movement auprès des étudiants.
Elle donne régulièrement des conférences à la Intercollegiate Socialist Society (en) (Société inter-universitaire des étudiants socialiste) présente dans les campus de la Nouvelle Angleterre,,.

##### Les années de guerre
En 1917, Vida Dutton Scudder publie Le Morte d'Arthur of Sir Thomas Malory & Its Sources qu'elle dédie à l'éditeur Joseph Malaby Dent qui est devenu son ami. Avec ce livre elle montre sa connaissance approfondie du Moyen Âge. Son propos est aussi de montrer que la loyauté à Dieu est compatible avec la loyauté au bien commun.
Quand le 6 avril 1917, les États-Unis s'engagent dans la Première Guerre mondiale, Vida Dutton Scudder, conformément à ses idées défendues par Le Morte d'Arthur of Sir Thomas Malory & Its Sources, déclare que le pacifisme est une position qui peut être prise à titre individuel mais ne peut être la position d'un État. Voyant la défaite de l'Allemagne comme une « triste nécessité », elle soutient le président Woodrow Wilson. Pendant les années de la guerre, elle se trouve isolée, ses amies pacifistes comme Helen Dudley ou Jane Addams (présidente de la Women's International League for Peace and Freedom (« Ligue internationale des femmes pour la paix et la liberté »)  et ses amies socialistes ne comprennent pas son opposition au pacifisme.
Toujours en 1917, elle publie dans la Yale Review, un article de douze pages intitulé The Doubting Pacifist (« Le pacifisme en question »),, dans lequel elle reconnait le droit des pacifistes, tout en rappelant les enjeux de la guerre : un combat entre la dictature et les valeurs de la liberté, de la démocratie nécessaires à l'évolution de la société vers le socialisme. Cela dit, après la guerre, en 1923 elle rejoint les rangs de la Fellowship of Reconciliation et elle donne plusieurs conférences à l'université d'été de la Ligue internationale des femmes pour la paix et la liberté, qui se tient à proximité de Prague,,.
Durant l'année 1918, Vida Dutton Scudder donne une série de conférence à l'université de Cambridge publiées sous le titre de Social Teachings of the Christian Year en 1921 aux éditions E.P. Dutton. Conférences qui sont des commentaires du Prayer Book (en) de l'Église anglicane. Par ces conférences, Vida Dutton Scudder montre sa foi quasi mystique comme étant le cœur de son adhésion au socialisme. Les divers temps liturgiques sont, pour elle, comme une initiation au message évangélique, donnant par étapes, de la nativité à la résurrection, la pleine dimension d'ouverture à la plus profonde intériorité et aux problèmes socio-économiques, mais aussi de la formation d'un peuple mû par l'espérance. Selon elle, les temps liturgiques sont un appel aux fidèles d'examiner leur rapport à la propriété. Elle s'inquiète, face à la révolution russe, que l'Église condamne le socialisme et que les forces réactionnaires puissent s'imposer. Pour faire face à ce danger, elle ouvre des débats au sein de l'Église épiscopalienne, qui conduisent à la création de la Church League for Industrial Democracy dont les positions sont publiées par The Witness,,.

En 1930, Vida Dutton Scudder devient une pacifiste inconditionnelle, position qu'elle tiendra tout au long de sa vie ; pour elle une paix durable est nécessaire pour conduire des réformes sociales et instaurer un État-providence. 

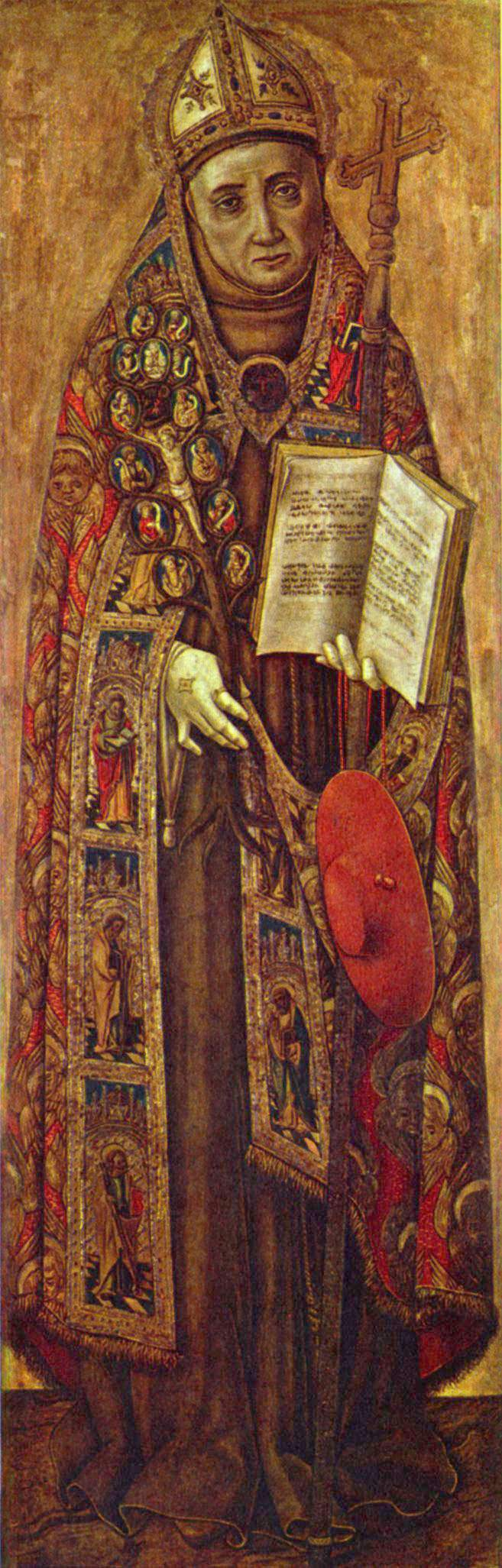
Bonaventure de Bagnoregio

#### Les recherches sur les textes, l'histoire des franciscains et des franciscaines

##### Brother John

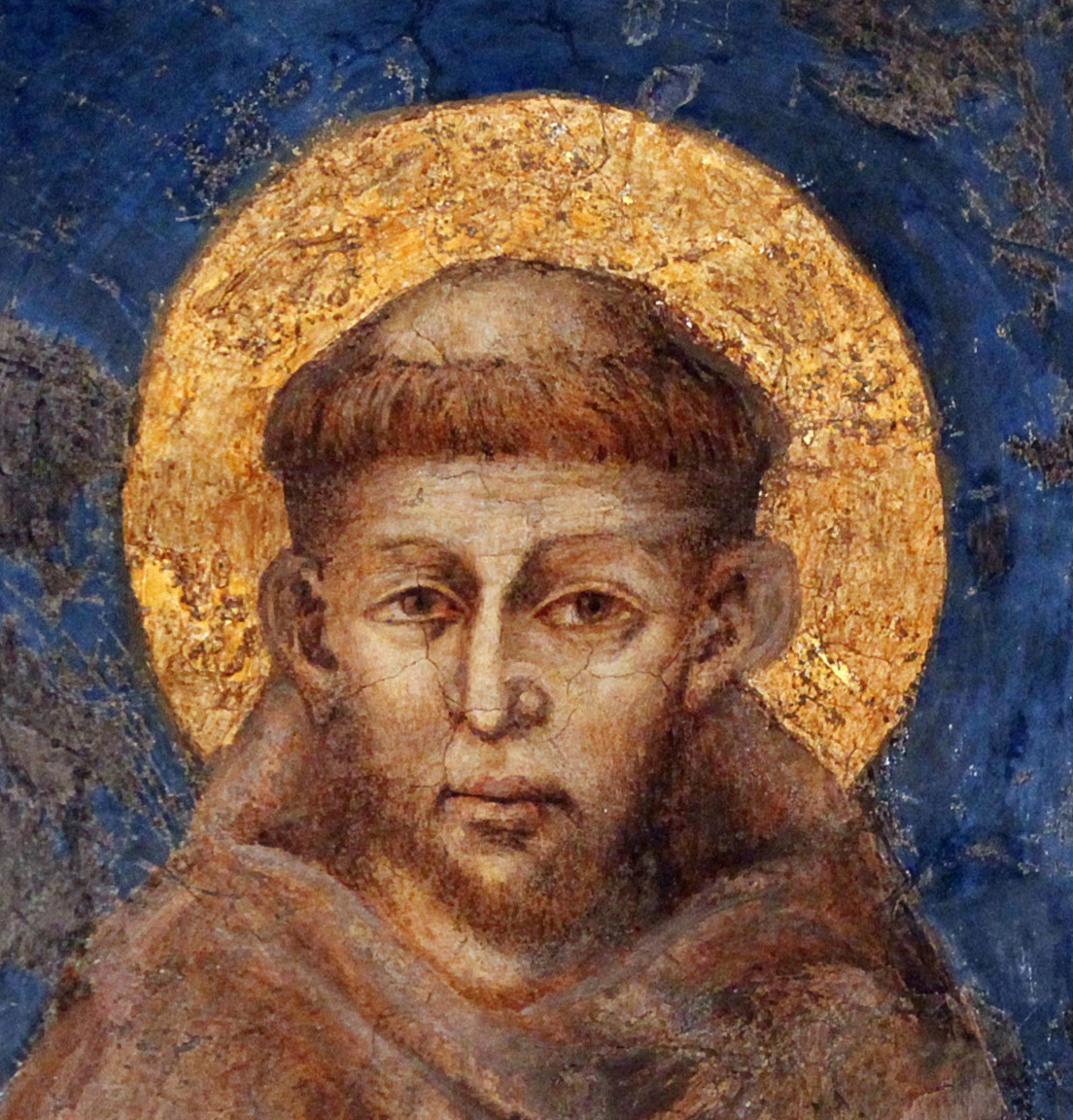
François d'Assise

Pour Vida Dutton Scudder, François d'Assise est la figure même de celui qui relève le défi du message évangélique. Après avoir publié sa traduction des lettres de Catherine de Sienne, elle se penche sur la vie du fondateur de l'ordre des Frères mineurs (O.F.M.). Elle étudie la vie d'un des premiers disciples de François d'Assise, John of Stanfort, à partir de laquelle elle rédige un roman historique qui est publié en 1927 par les éditions Little, Brown and Company sous le titre Brother John. A tale of the First Franciscans. Dans ce livre, elle reprend les luttes internes à l'OFM, les controverses pour être fidèle au message de François d'Assise après sa mort, notamment la querelle entre Spirituels et Conventuels, c'est-à-dire entre partisans de la pauvreté absolue et partisans d'une évolution de l'ordre. Le frère John sera emprisonné par Bonaventure de Bagnoregio, le maître général de l'OFM pour avoir publié un livre jugé dangereux.
Le roman  Brother John est surtout une manière pour Vida Dutton Scudder d'exposer ses impressions sur l'ordre des frères mineurs en s'appuyant sur un personnage qu'elle va magnifier. Elle-même prévient le lecteur que les sources concernant John of Stanfort sont faibles, que son personnage est imaginaire. Elle fait dialoguer les premiers Franciscains entre eux à partir des poèmes du poète franciscain Jacopone da Todi, chantre des Spirituels, désireux de conserver l'observance stricte de la pauvreté, telle qu'énoncée par François d'Assise,. Maintenant qu'elle est âgée de 65 ans, elle comprend les craintes de François d'Assise et des Spirituels vis-à-vis des tentations qu'exercent le pouvoir, l'argent, la propriété. Ce roman possède une dimension autobiographique dans la mesure où les débats des Franciscains sont aussi les siens. Cela dit, son livre par ses recherches approfondies sur les sources franciscaines est également un moyen de délivrer le message originaire de François d'Assise empli de paix et de joie.

##### The Franciscan Adventure

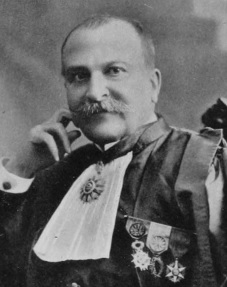
Paul Sabatier

En 1928, Vida Dutton Scudder prend sa retraite de professeure du Wellesley College. Elle écrit à Louise Manning Hodgkins (en) que cette période est pour elle l'occasion d'un second souffle et qu'elle est impatiente de réaliser une synthèse sur les recherches qu'elle a menées sur les Franciscains. Après un premier été de repos à Shelburn et au centre Adelynrood (créé pour les membres de la Society of the Companions of the Holy Cross dont elle fait partie), elle part à Assise avec sa compagne Florence Converse.
Arrivée en Italie, elle apprend la mort de son ami Paul Sabatier, spécialiste lui aussi des études franciscaines et qui l'a fortement inspirée,,.
Vida Dutton Scudder se lance dans la rédaction du livre qui parait sous le titre The Franciscan Adventure; a Study in the First Hundred Years of the Order of St. Francis of Assisi, publié aux éditions E.P. Putton en 1931. Ouvrage qui est le résultat de vingt-cinq années de recherches et qui, à ses yeux et à ceux d'autres critiques, est considéré comme sa plus grande réussite.
The Franciscan Adventure  est un exposé sur les conflits et disputes autour de l'interprétation de la règle des Franciscains et de la volonté de François d'Assise quant au devenir de l'ordre. À la suite de Paul Sabatier, elle entreprend une nouvelle lecture de la vie de François d'Assise et de la règle d'un point de vue sociologique, tant dans son cadre historique que pour l'actualité. Elle met le mouvement des Franciscain en perspective dans le renouveau de l'Église pour la transmission du message évangélique en passant par Augustin d'Hippone  et Bernard de Clairvaux. Selon elle, le choix de la pauvreté par François d'Assise est un moyen de communier avec le Christ. Ce qui distingue les Franciscains d'autres mouvements évangélistes radicaux c'est la loyauté à la fois au message du Christ et à l'Église. En cela, elle se distingue de Paul Sabatier qui voyait en François d'Assise un précurseur de la Réforme. François d'Assise ne propose pas une critique sociale, lui et ses compagnons veulent vivre une vie heureuse et joyeuse comme des pèlerins et des étrangers en ce monde, sans rechercher la protection qu'offrirait la vie monastique, et elle se demande comment ce style de vie est possible dans le monde industriel et quels en seraient les effets.

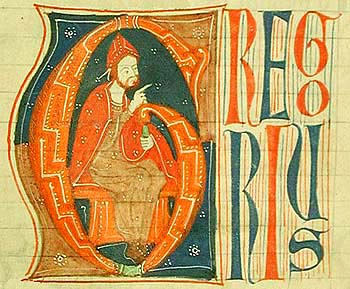
Grégoire IX

Ensuite Vida Dutton Scudder analyse les controverses qui dans un premier temps ont vu dans l'idéal de pauvreté franciscaine une hérésie jusqu’à l'approbation officielle de la règle en 1223 jusqu'à la reconnaissance de l'ordre par le pape Jean XXII en 1323. Elle souligne les divers débats internes à l'ordre des frères mineurs et les demandes d'arbitrage auprès de Rome. Le 28 septembre 1230 le pape Grégoire IX promulgue la bulle Quo elongati (it) disant que la pauvreté selon François d'Assise n'a pas de valeur contraignante et autorisant les Franciscains à avoir l’usage des biens qu'ils ont reçus en donation mais non la propriété de ceux-ci. Décision qui amène le maître général Giovanni Parenti à démissionner ; son successeur est Élie de Cortone qui prend le parti des Conventuels contre les Spirituels. Cette élection provoque des remous entre les Franciscains, période agitée qui durera jusqu'à l'élection de Bonaventure de Bagnoregio.
L'élection de Bonaventure est selon Vida Dutton Scudder une seconde fondation de l'ordre. Contrairement au portrait de Bonaventure dépeint de façon défavorable dans Brother John, elle en fait un personnage remarquable, probablement parce qu'elle s’identifie plus à Bonaventure qu'à François d'Assise, car il a connu comme elle des conflits intérieurs, des doutes quant à la fidélité à François d'Assise et à ses obligations en tant que maître général. Il reprend les arguments vis-à-vis de la propriété entre usage et possession, qui sera reprise et confirmée par la bulle  Exiit qui seminat (de) promulguée par le pape Nicolas III, bulle qui précise les diverses situations d'usage des biens et qui excommunie les Franciscains qui n'adopteraient pas ce compromis. En dépit des décisions de Bonaventure et du Pape, des frères maintiennent leur attachement à la pauvreté voulue par François d'Assise. Cette fidélité à l'idéal franciscain emporte l'adhésion de Vida Dutton Scudder qui fait l'éloge du mouvement des « Pauvres ermites », composés de frères qui choisissent la vie érémitique, mouvement qui sera persécuté par le pape Jean XXII et par le maître général Michele da Cesena ; le mouvement cesse en 1317. Les vicissitudes des Franciscains posent le problème du rapport à la propriété, de l’obéissance à l'autorité, problèmes qui se posent toujours. Cette persistance est toujours d'actualité dans la société capitaliste industrielle, les conflits des franciscains ont pour Vida Dutton Scudder une valeur paradigmatique. Selon elle, l’idéal franciscain a échoué parce qu'il s'est développé dans un monde organisé, structuré, dans lequel les Franciscains ne voulaient pas vivre, conduisant à un mode de vie séparatiste, montrant ainsi que les positions personnelles ne suffisent pas pour résoudre les problèmes sociaux. La leçon de cet échec montre la nécessité d'unifier vie intérieure et vie sociale. Son livre se termine par un appel à élaborer un nouvel esprit de la joie franciscaine qui incarne la spiritualité dans les réalités sociales et économiques afin de bâtir un nouveau monde.
Globalement la réception de The Franciscan Adventure est largement positive. Vida Dutton Scudder est félicitée pour ses recherches de médiévistes et sa facilité à exploiter et présenter les sources. Les seuls reproches émis concernent ses regards socialistes sur les débats internes aux Franciscains. Mais paradoxalement le prêtre franciscain James Meyer, éditeur des revues franciscaines Franciscan Herald et Third Order Forum, estime que Vida Dutton Scudder a écrit un livre le plus juste possible pour faire comprendre les enjeux du mouvement franciscain.

##### Le message de François d'Assise pour aujourd'hui
En 1930, Vida Dutton Scudder tient une conférence au Wellesley College dans le cadre de son université d'été ayant pour thème l'éthique sociale chrétienne, cela afin de communiquer le message de The Franciscan Adventure. En 1933, elle donne une conférence avec Edwin Prince Booth, un théologien épiscopalien de l'université de Boston, dans le centre d'Adelynrood, conférence ayant pour thème les études franciscaines ; à son grand étonnement, pas un Franciscain n'est présent, absence qui la désole car elle tient à faire le pont entre les diverses Églises américaines autour de son interprétation du message du franciscanisme. Vida Dutton Scudder croit dans un œcuménisme américain qui ne peut se faire sans l'adhésion de l'Église catholique. Elle rappelle l'importance des débats autour de la propriété de son usage et de ses abus, abus qui selon elle sont les causes des maux de la société industrielle. Elle publie divers articles dans la revue New Tracts for New Times où elle invite les chrétiens de toute obédience à réfléchir sur la notion de propriété privée et ses conséquences sur la prospérité, le bien être de tous. Elle précise que le socialisme qu'elle préconise ne vise pas à la suppression du droit individuel à la propriété mais à éliminer les profits individuels tirés de l'industrie par une socialisation des moyens de production. Vida Dutton Scudder refuse tout changement de type révolutionnaire ; selon elle le changement peut se faire pacifiquement par le développement de la conscience sociale des chrétiens.
En 1933, la conférence des évêques de l'Église épiscopalienne, grâce, entre autres, au travail de Vida Dutton Scudder, publie une lettre pastorale qui invite à penser l'établissement d'un nouvel ordre économique qui favorise une meilleure répartition des richesses. Cette publication réjouit Vida Dutton Scudder, qui invite les femmes de l'Église épiscopalienne à prendre conscience des problèmes sociaux, à penser leurs rôles en tant que consommatrices et parentes vis-à-vis de la paix et de la guerre.

#### Une joie de vivre
À partir de 1932, Vida Dutton Scudder commence à écrire son autobiographie dont le premier volume sera publié en 1937 sous le titre de On Journey aux éditions E.P. Dutton. ce livre est marqué par une joie de vivre franciscaine malgré les obstacles qu'elle a dû rencontrer. C'est le témoignage de plus de cinquante années d'engagements dans la vie sociale américaine. Elle y fait également référence à la Bhagavad-Gita à laquelle son père l'avait initiée. Lecture qui lui a permis d'accepter avec sérénité son destin.

#### L'hommage à James Huntington

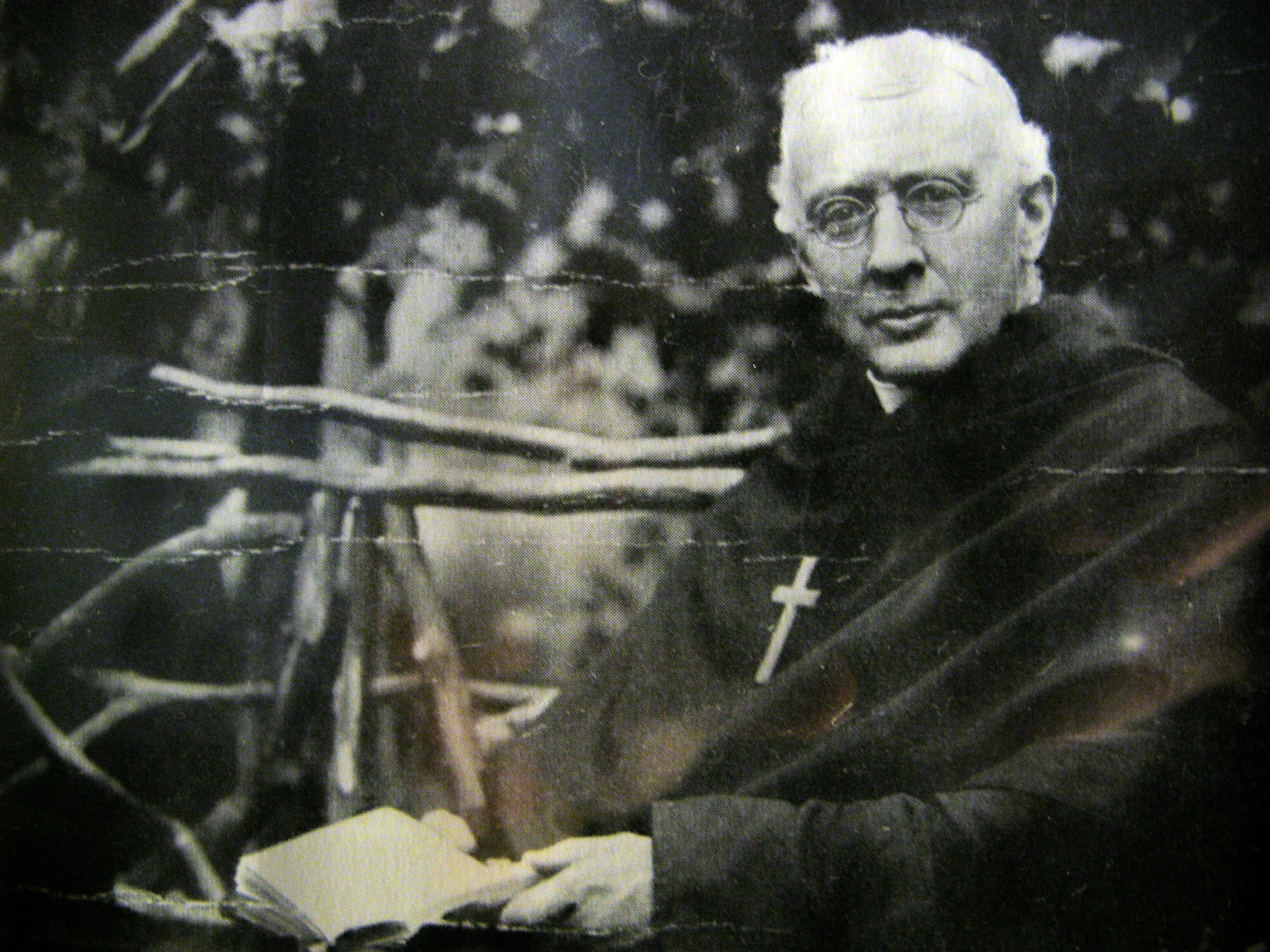
James Otis Sargent Huntington OHC

Après le décès du prêtre anglican James Huntington (en) fondateur de l'Order of the Holy Cross (en) (OHC), (fédération de monastères épiscopaliens - anglicans ayant adopté la règle de saint Benoît,,), Vida Dutton Scudder est contactée par le révérend père Alan Whittemore, le supérieur général de l'OHC, pour qu'elle écrive la biographie de son ami défunt. Ce choix soulève des controverses : certains redoutent que les positions politico-religieuses de Vida Dutton Scudder viennent biaiser les vues sociales de James Huntington. Après avoir consacré la moitié de son livre à la vie de James Huntington avant la fondation de l'OHC, elle se penche sur le cheminement qui mène à la création de l'OHC, au choix de la vie monastique et à une règle proche de la règle de Saint Benoît. Elle se démarque des historiens qui pensent que James Huntington aurait délaissé la cause de la justice sociale pour la spiritualité, le monachisme. En effet, Vida Dutton Scudder qui a suivi les prédications de James Huntington, et ses conseils spirituels sait très qu'il n'en était rien. Selon elle, le choix de vie monacale est un acte de sacrifice pour signifier qu'il existe une autre vie possible que celle que nous impose la société industrielle. Cela dit, pour elle, ce choix est lié à la période d'avant la Grande guerre, la période qui vient après 1918 posant avec acuité les questions de la guerre, de la paix, de la répartition des biens, du syndicalisme, etc., problèmes que James Huntington n'aborde pas. Cette biographie est publiée en 1940 sous le titre de Father Huntington, Founder of the Order of the Holy Cross. Malgré les critiques, il demeure que ce livre est à ce jour la seule biographie qui expose les diverses dimensions du fondateur de l'OHC.

#### La pacifiste

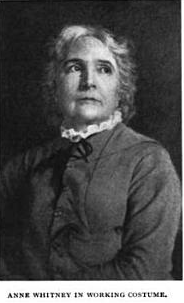
Anne Whitney en 1903

Les premières réflexions de Vida Dutton Scudder au sujet de la paix et de la guerre sont exposées dans une lettre adressée à son amie Anne Whitney dans laquelle elle explique qu'elle a été choquée par la guerre hispano-américaine, qui pour elle est une régression vers la barbarie. Perception aggravée par la guerre américano-philippine : ce dernier événement est pour elle le signe d'un symptôme profondément enraciné de la civilisation américaine comme de bien d'autres civilisations en général. Ces conflits ont eu le mérite de faire prendre conscience à plus d'un Américain de la vacuité de leur fierté d'être Américain. C'est pourquoi elle rejoint les mouvements pacifistes à l'instar de Jane Addams et d'Helene Dudley.

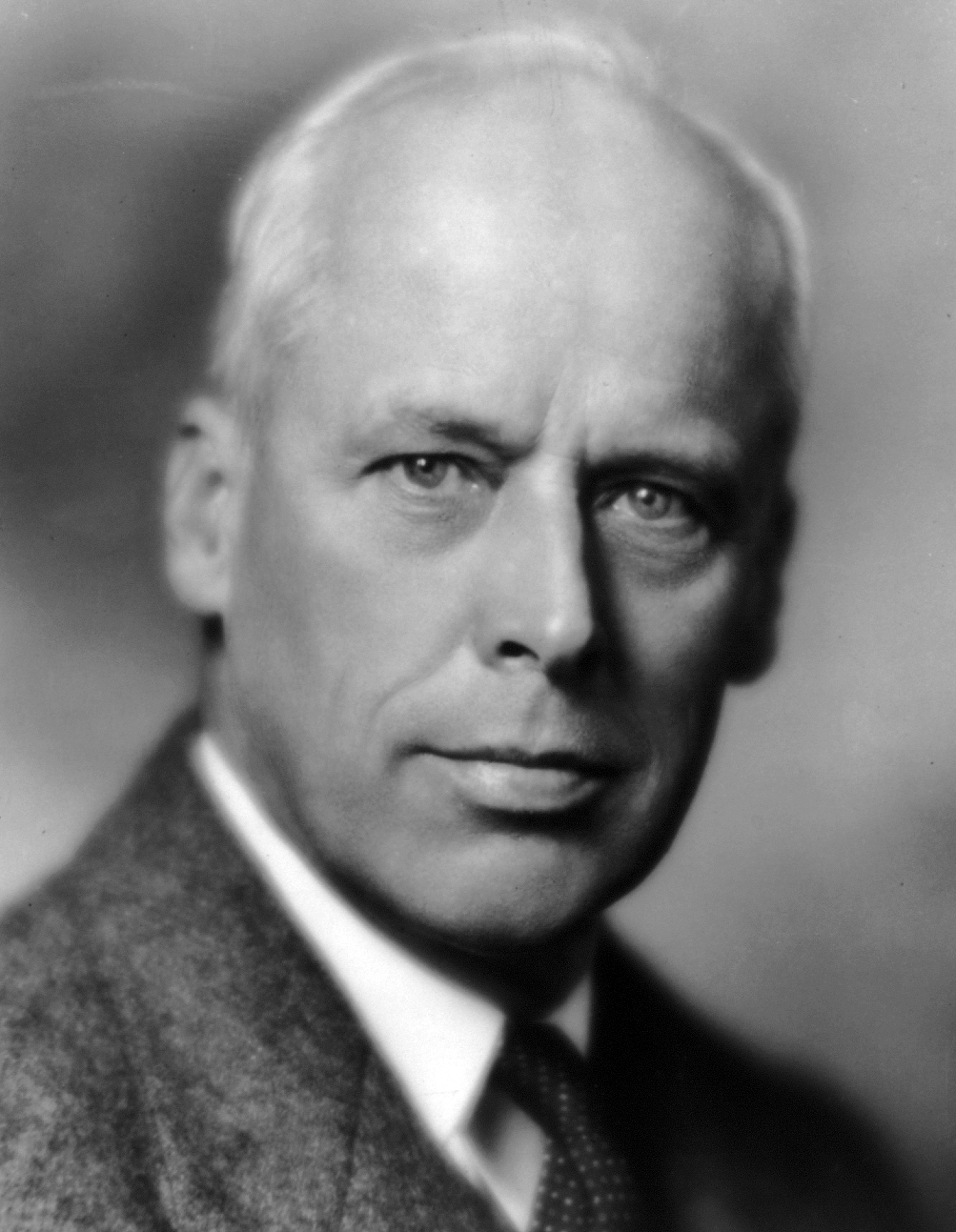
Norman Thomas

Son adhésion inconditionnelle au pacifisme est un cheminement qui connaît des hésitations. Pendant la première Guerre mondiale, , elle soutient le président Woodrow Wilson quand il engage les États-Unis dans le conflit. En effet, selon elle il s'agit d'une nécessité pour vaincre la barbarie. Après la guerre, elle soutient également le président Wilson pour la création de la Société des Nations et la politique de désarmement sous la houlette de la Cour permanente de justice internationale. Après avoir participé à la création de la Church League for Industrial Democracy, Vida Dutton Scudder rencontre deux figures du pacifisme au sein du parti socialiste, Norman Thomas et Abraham Johannes Muste, pour entrer au Fellowship of Reconciliation. Bien que restant socialiste, devant les conséquences de la révolution russe, elle abandonne les concepts marxistes, car pour elle une révolution imposée par la force ne peut qu'échouer. Ainsi au lieu de considérer la classe ouvrière comme porteuse messianique du socialisme, elle considère que ce sont des minorités de toutes classes mues par le principe chrétien de l'espérance messianique qui feront advenir le socialisme, posant ainsi les bases du socialisme chrétien.

#### La féministe

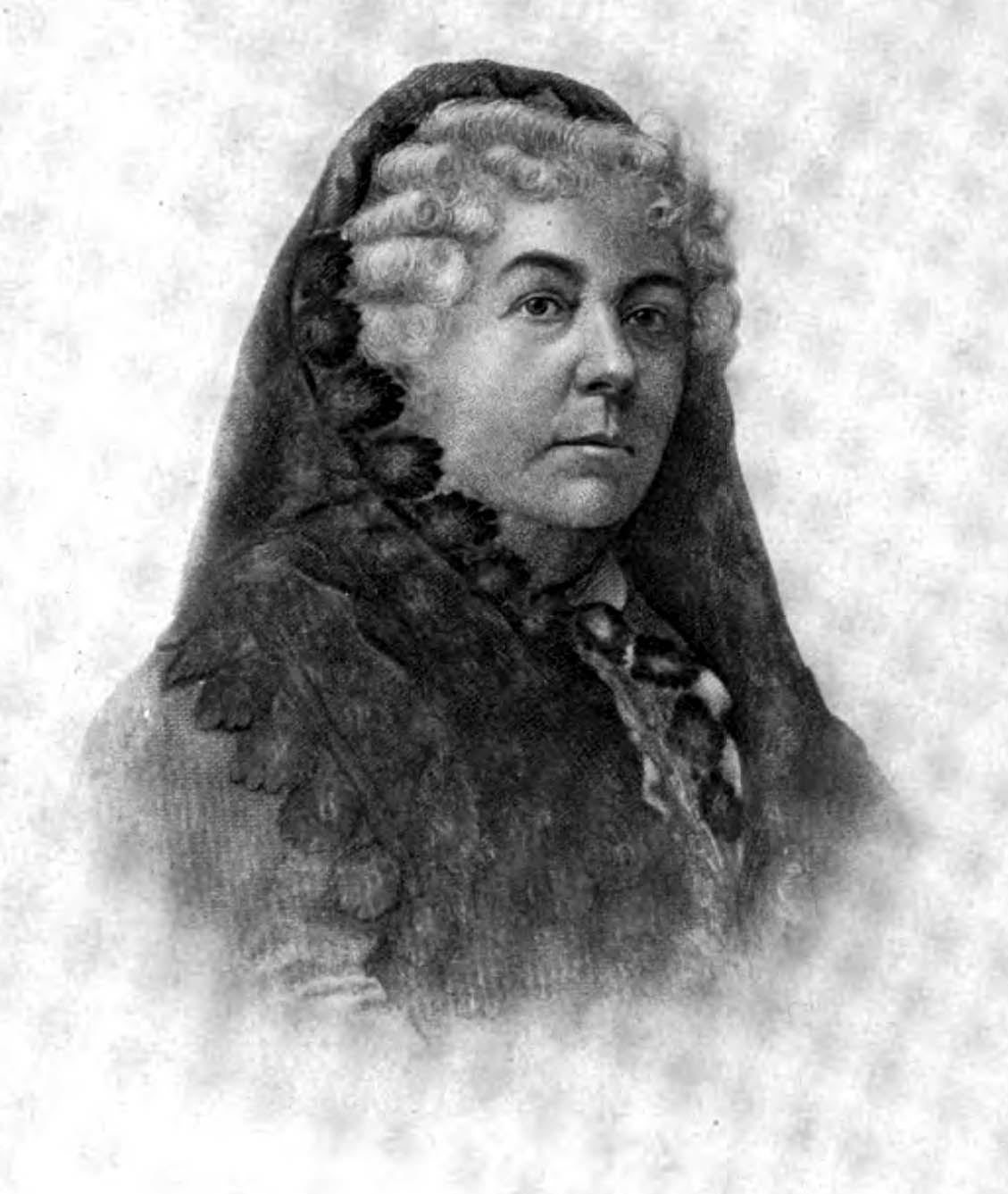
Stanton Elizabeth Cady

Après la guerre de Sécession, le mouvement des droits des femmes aux États-Unis est représenté par deux associations : d'une part la National Woman Suffrage Association (NWSA), dirigée par  Susan B. Anthony et Elizabeth Cady Stanton, et d'autre part l'American Woman Suffrage Association (AWSA) dirigée par Lucy Stone et Julia Ward Howe. La différence entre les deux associations est la position conservatrice de l'AWSA vis-à-vis de la NWSA, mais avec le temps elles fusionnent pour créer en 1890 la National American Woman Suffrage Association (NAWSA),.

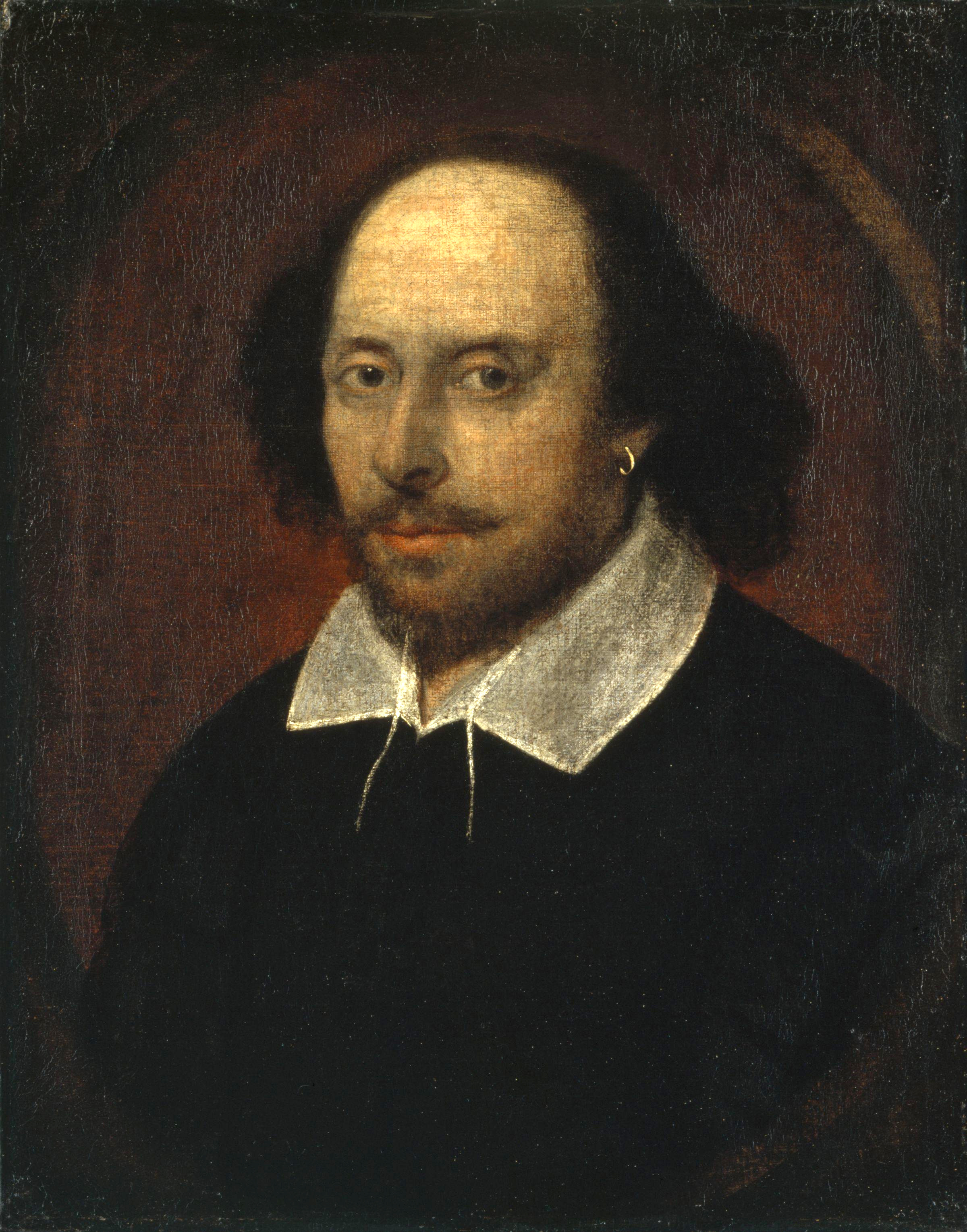
William Shakespeare

Pour Vida Dutton Scudder, les dénis des droits des femmes sont avant tout un effet des injustices de la société industrielle capitaliste. Pour elle le socialisme ouvrira les rôles sociaux des femmes en les sortant de la vie domestique, en les impliquant dans les problèmes sociaux, avec le souci du bien commun, d'une juste rémunération des ouvrières. Avant de penser au droit de vote, ne faut-il pas se demander à quoi servirait ce droit. Vida Dutton Scudder prend ses distances par rapport aux suffragettes pour qui défiler sous des bannières est un petit passe-temps. Pour elle le droit de vote est avant un devoir. Le droit de vote est-il une défense des intérêts particuliers ou bien le moyen de changer la société et les rôles sociaux des femmes ? Si Vida Dutton Scudder soutient le mouvement des suffragettes elle ne s'y engage pas, car pour elle la prise de conscience des injustices de l'économie industrielle capitaliste est plus importante que le simple droit de vote et doit le conditionner.

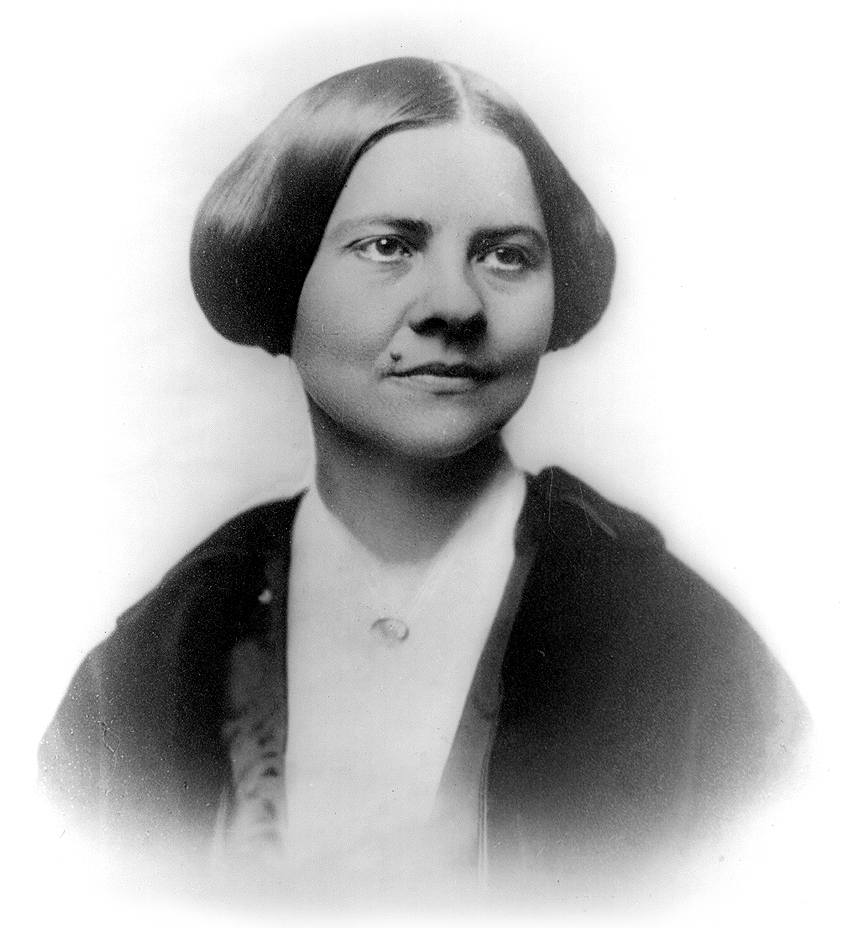
Lucy Stone

Par ailleurs, Vida Dutton Scudder se montre sceptique envers les qualités supposées de la féminité ; déjà en 1889, elle avait rédigé un essai Womanhood and Modern Poetry dans lequel elle compare les représentations des femmes chez William Shakespeare et chez Robert Browning. L'un comme l'autre valorisent les femmes plus pour leurs qualités morales et leur intelligence que pour leur beauté physique. Mais Shakespeare assigne les femmes à des rôles où elles sont soit plus généreuses ou plus machiavéliques, plus diaboliques que les hommes. Chez Browning, les femmes participent à toutes les activités des hommes, car pour lui, elles n'ont ni grâces, ni aisances particulières qui les mettraient à part des hommes. Browning ôte les femmes du piédestal où certains les ont placées pour les remettre dans le monde ordinaire partagé par la majorité des femmes, mais chez lui les femmes sont toutefois plus sensitive, more intricately framed (« sensibles, plus complexes »). Est-ce un recul vis-à-vis de l'égalité intellectuelle ? Pour Vida Dutton Scudder, Browning rappelle les conditions que les femmes doivent vivre selon les canons et les pressions de la société du XIXe siècle.
Non seulement Vida Dutton Scudder ne croit pas en des qualités supérieures dont seraient dotées les femmes en matière morale, mais la crise sociale liée au conflit de la Première Guerre mondiale a fait éclater ces représentations. Elle se montre plus que défiante envers un gouvernement de femmes qui soit plus apte à instaurer un monde pacifique. En regard du pouvoir, elle déclare qu'en la matière « les femmes ne sont pas meilleures que les hommes ». Selon Vida Dutton Scudder, les femmes ne sont pas douées de qualités abstraites, magiques qui les distingueraient du reste de l'humanité, elles ne pourront s'émanciper que par leur engagement à changer la société, ce n'est que par la reconnaissance des bénéfices qu'apporterait un état socialiste qu'elles pourront espérer un renouveau de leurs rôles sociaux. C'est pourquoi elle ne s'est jamais moqué des hommes, elle a toujours travaillé avec eux dans les différents groupes socialistes et chrétiens.

#### Derniers engagements
En 1930, en tant que première doyenne de la School of Christian Ethics (« École d’éthique chrétienne »), Vida Dutton Scudder présente le programme de la Church League for Industrial Democracy, puis en 1931, elle tient des conférences hebdomadaires auprès de la New School for Social Research de New York. En 1937, elle publie le premier volume de son autobiographie On Journey, le second volume, My Quest for Reality sera édité en 1952. Dans On Journey, elle expose son trajet de soixante-cinq années de son implication sociale et les convictions qui l'ont guidée. En 1945, âgée de 85 ans, elle prend la parole à la conférence annuelle de la pensée sociale chrétienne qui se tient à l'Episcopal Theological School de Cambridge dans le Massachusetts, avec pour thème « La pensée anglicane et la propriété »,,.

### Vie privée
De 1919 jusqu'à sa mort en 1954, elle entretient une relation lesbienne avec la journaliste et romancière Florence Converse (en) qu'elle appelle sa « camarade et compagne »,.
Elle décède brutalement le 9 octobre 1954 des conséquences d'une fausse route alors qu'elle prenait son repas chez elle,.

## Œuvres
Note : quand les œuvres sont suivies d'un numéro ISBN, cela signifie qu'elles ont fait l'objet de rééditions récentes sous forme de fac-similé de l'édition originale.

### Écrits politiques
- Socialism and Spiritual Progress: a Speculation, Boston, Church Social Union, 1891, 30 p. (OCLC 367419791, lire en ligne),
- A Listener in Babel: Being a Series of Imaginary Conversations Held at the Close of the Last Century and Reported, Houghton Mifflin, 1903, 341 p. (ISBN 9780260080738, lire en ligne),
- Socialism and Character, Boston, Houghton Mifflin, 1912, 462 p. (ISBN 9781372650642, lire en ligne)[100],
- The Church And The Hour: Reflections Of A Socialist Churchwoman, New York, E.P. Dutton, 1917, 152 p. (ISBN 9781010650461, lire en ligne),
- Social Teachings of the Christian Year, New York, E.P. Dutton, 1921, 296 p. (OCLC 613233149, lire en ligne),

### Autobiographie
- On Journey, New York, E.P. Dutton & co., inc, 1937, 458 p. (OCLC 835582161, lire en ligne)[101],[102],
- My Quest for Reality, Wellesley, Massachusetts, 1952, 108 p. (OCLC 3263514, lire en ligne),

### Essais sur la littérature anglaise
- An Introduction to the Writings of John Ruskin, Leach, Shewell & Sanborn, 1890, 277 p. (ISBN 9781528180221, lire en ligne),
- The Life of the Spirit in the Modern English Poets, Boston & New York,, Houghton, Mifflin and Company, 1895, 364 p. (ISBN 9785518734197, lire en ligne),
- Introduction to the study of English literature, New York, Globe School Book Company, 1901, 550 p. (ISBN 9781346853574, lire en ligne)[103],
- Social Ideals in English Letters, Boston & New York, Houghton Mifflin company (réimpr. 1922, nouvelle version enrichie) (1re éd. 1898), 376 p. (ISBN 9781528580779, lire en ligne),

### Théâtre
- Vida Dutton Scudder & Frona M Brooks, Mitsu-Yu-Nissi, or, The Japanese Wedding, Chicago, T.S. Denison, 1887, 34 p. (OCLC 24766566, lire en ligne),

### Écrits religieux
- Christian Simplicity, Boston, Christian Social Union, 1898, 16 p. (OCLC 46820936),
- Saint Catherine Of Siena As Seen In Her Letters, Londres et New York, J.M. Dent, E.P. Dutton, 1906, 378 p. (ISBN 9781979769464, lire en ligne),
- The Disciple of a Saint: Being the Imaginary Biography of Raniero Di Landoccio Dei Pagliaresi, New York, E. P. Dutton & Co., 1907, 416 p. (ISBN 9781357570798, lire en ligne)[104],
- Father Huntington, Founder of the Order of the Holy Cross (préf. Alan Whittemore), New York, E.P. Dutton & Co, 1940, 375 p. (OCLC 583301)[87],

### Études franciscaines
- Franciscan Parallels, New York, Reprinted from the Anglican Theological Review, Vol. V, no. 4,, mars 1923, 24 p. (OCLC 78834102, lire en ligne),
- Brother John. A tale of the First Franciscans, Boston, Little, Brown, and company, 1927, 363 p. (OCLC 504523034, lire en ligne)[105],
- The Franciscan Adventure; a Study in the First Hundred Years of the Order of St. Francis of Assisi, New York, E.P. Dutton & Co, 1931, 456 p. (OCLC 715833983, lire en ligne)[106],

### Éditions critiques
- Macaulay's Essay On Lord Clive, Boston & New York, Leach, Shewell  & Sanborn, 1889, 167 p. (ISBN 9780898757514, lire en ligne),
- Prometheus Unbound; A Lyrical Drama, Boston, D.C. Heath & Co., 1892, 250 p. (ISBN 9781354728949, lire en ligne),
- The Dramatic Action and Motive of King John: An Essay, Cambridge, Massachusetts, Riverside Press, 1892, 132 p. (ISBN 9781346977553, lire en ligne),
- Shorter English Poems, Chicago, Scott, Foresman, 1912, 384 p. (OCLC 2557038, lire en ligne),
- The Ecclesiastical History of the English Nation, Londres & New York, J.M. Dent & Sons, Ltd. &  New York, E.P. Dutton & Co., 1916, 370 p. (OCLC 271580448)
- Le Morte d'Arthur of Sir Thomas Malory & Its Sources, Londres, J. M. Dent (réimpr. 1921) (1re éd. 1917), 452 p. (ISBN 9781151230928, lire en ligne)[107],

### Articles, recensions, compilations d'articles et de conférences
- The Witness of Denial, New York, E.P. Dutton, 1895, 162 p. (ISBN 9780837053233, lire en ligne),
- « Reviewed Work: Siena: The Story of a Mediaeval Commune by Ferdinand Schevill », The American Historical Review, Vol. 15, No. 1,‎ octobre 1909, p. 116-118 (3 pages) (lire en ligne ),
- « Reviewed Work: Saint Catherine of Siena: A Study in the Religion, Literature and History of the Fourteenth Century in Italy by Edmund G. Gardner », The American Historical Review, Vol. 13, No. 4,‎ juillet 1908, p. 845-847 (3 pages) (lire en ligne ),
- « Religion and Socialism », The Harvard Theological Review, Vol. 3, No. 2,‎ avril 1910, p. 230-247 (18 pages) (lire en ligne ),
- The Privilege of Age, Essays Secular and Spiritual, New York, Dutton, 1939, 325 p. (OCLC 312957, lire en ligne)[108],
- « Reviewed Work: Religious Trends in English Poetry, Vol. I: 1700-1830 by Hoxie Neale Fairchild », The Journal of Religion, Vol. 20, No. 1,‎ janvier 1940, p. 66-68 (3 pages) (lire en ligne ),
- « Reviewed Work: The Christian Fellowship by Nels F. S. Ferré », The Journal of Religion, Vol. 21, No. 1,‎ janvier 1941 (lire en ligne  [76-77 (2 pages)]),
- « A Documented History of the Franciscan Order. 1182-1517 », Franciscan Studies, Vol. 6, No. 1,‎ mars 1946, p. 93-99 (7 pages) (lire en ligne ),
- « Reviewed Work: Francis of Assisi, Apostle of Poverty by Ray C. Petry », The American Historical Review, Vol. 47, No. 4,‎ juillet 1942, p. 833-834 (2 pages) (lire en ligne ),

## Archives
Les archives de Vida Dutton Scudder sont déposées auprès de la bibliothèque du Smith College et consultables en ligne sur demande en écrivant un courriel.